# Tour di Edoardo Bennato

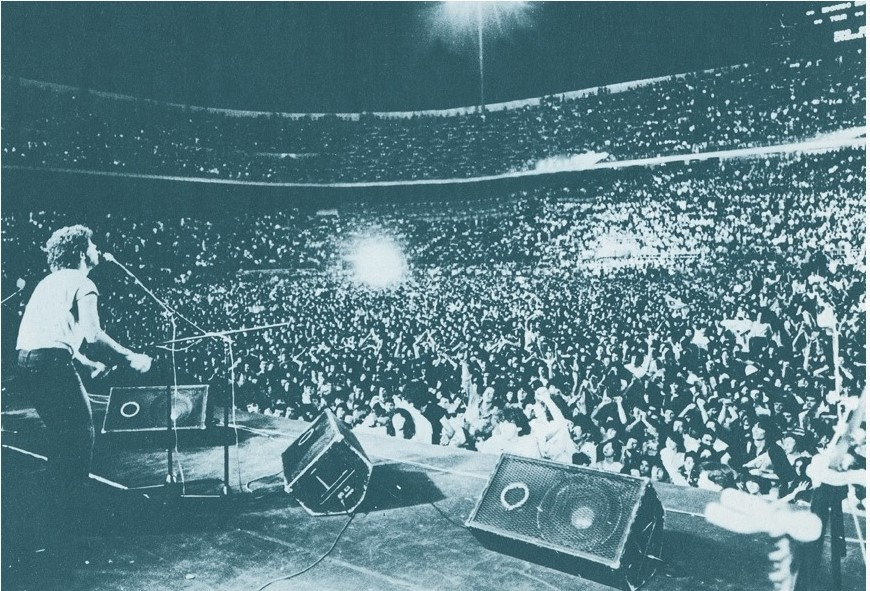
Bennato a Milano con gli 80.000 di San Siro il 19 luglio 1980

I primi tour di Edoardo Bennato tenuti con una certa regolarità, sono quelli dalla metà degli anni settanta, dopo aver inciso i suoi primi dischi, Non farti cadere le braccia e I buoni e i cattivi. Fino ad allora, anche complice un'acerba discografia, si era esibito sporadicamente in alcune comparsate televisive alla Rai, al Festival di Castrocaro ed a quello di Viña del Mar.

Da sottolineare invece, una proficua attività in età adolescenziale con il Trio Bennato, costituito insieme ai fratelli Eugenio e Giorgio. In questo periodo ebbero modo di esibirsi spesso in locali pubblici di Napoli, dove in uno di questi furono notati sia da Zietta Liù, che dall'armatore Aldo Grimaldi, che li volle a bordo di una delle sue navi per una tournée in Sudamerica.

Quella che segue è una cronologia incompleta dei concerti tenuti da Edoardo in oltre cinquanta anni di carriera.

## Gli esordi

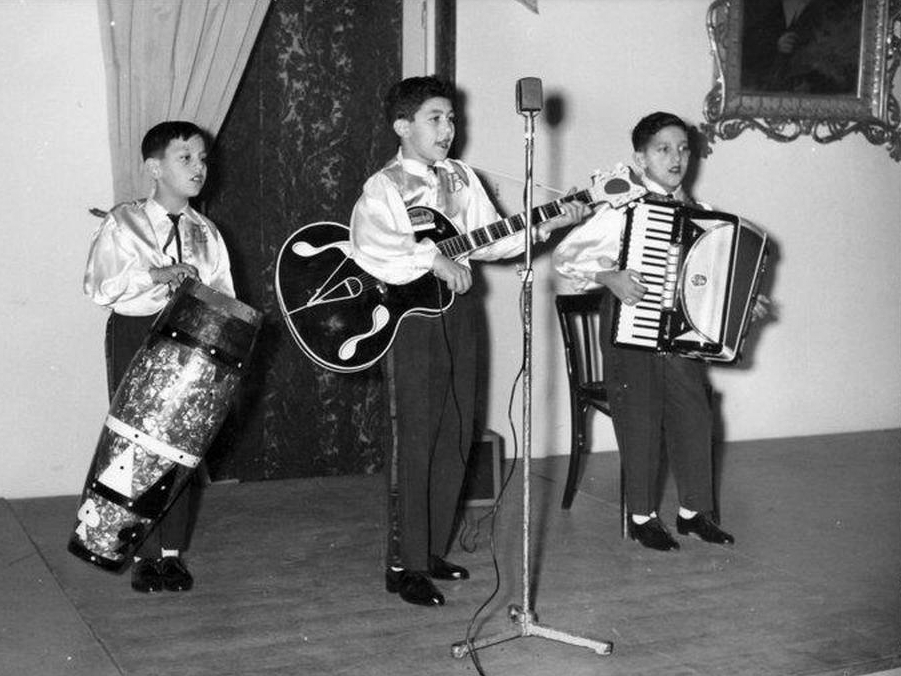
Il trio Bennato negli anni cinquanta, Edoardo è al centro con la chitarra

| Data     | Città                                             | Luogo                           | Tour/Rassegna           | Note                                      |
| -------- | ------------------------------------------------- | ------------------------------- | ----------------------- | ----------------------------------------- |
| ?/?/1958 | Napoli                                            | Teatro Mediterraneo             |                         | come Trio Bennato (con Eugenio e Giorgio) |
| ?/?/1959 | Napoli                                            | Centro di produzione Rai        | Il nostro piccolo mondo | come Trio Bennato                         |
| ?/?/1959 | Napoli                                            | Circolo della Marina Mercantile |                         | come Trio Bennato                         |
| ?/?/1959 | Napoli, Barcellona, Tenerife, Antille e Venezuela | Motonave Venezuela              |                         | come Trio Bennato                         |
| ?/?/1959 | Caracas                                           | TV venezuelana                  | Lo show de las doces    | come Trio Bennato                         |

## Anni settanta

### 1970-1972
| Data       | Città            | Luogo | Tour/Rassegna                 | Note                              |
| ---------- | ---------------- | ----- | ----------------------------- | --------------------------------- |
| 13/10/1970 | Castrocaro Terme |       | Festival di Castrocaro        |                                   |
| ?/02/1972  | Viña del Mar     |       | XIII Festival di Viña del Mar | canta Avenida Peru mai pubblicata |

### 1973
| Data          | Città                  | Luogo                       | Tour/Rassegna                          | Note   |
| ------------- | ---------------------- | --------------------------- | -------------------------------------- | ------ |
| 21/06/1973    | Napoli                 | Villaggio Kennedy Camaldoli | 1º be-in                               | [ 4 ]  |
| 22/07/1973    | Altare (SV)            | Località Isola grande       | Raduno Pop                             | [ 5 ]  |
| 29/07/1973    | Civitanova Marche (MC) |                             | Terza rassegna di musica contemporanea | [ 6 ]  |
| 11-13/08/1973 | Nettuno (RM)           |                             | 1º Festival Rock d'Avanguardia         | [ 7 ]  |
|               | Palinuro (SA)          |                             |                                        | [ 8 ]  |
| 15/09/1973    | Pontedera              |                             | Festival di Lotta continua             | [ 8 ]  |
|               | Napoli                 | Zeppelin Club               |                                        | [ 9 ]  |
|               | Roma                   |                             |                                        | [ 10 ] |
| 01/12/1973    | Milano                 | Palalido                    |                                        | [ 11 ] |
| 10/12/1973    | Milano                 | Teatro dell'Arte            |                                        | [ 12 ] |
| 11/12/1973    | Gorle (BG)             | Cinema-teatro               |                                        | [ 12 ] |

### 1974
| Data          | Città                  | Luogo                               | Tour/Rassegna                                                  | Note          |
| ------------- | ---------------------- | ----------------------------------- | -------------------------------------------------------------- | ------------- |
| 05/01/1974    | Napoli                 | Galleria Umberto I                  |                                                                | [ 13 ]        |
| 12/03/1974    | Roma                   |                                     |                                                                | [ 14 ]        |
| 08/04/1974    | Napoli                 | Conservatorio San Pietro a Majella  |                                                                | [ 15 ]        |
| ?/04/1974     | Mestre (VE)            |                                     |                                                                | [ 16 ]        |
| ?/?/1974      | Rovereto (TN)          | Teatro comunale                     |                                                                | [ 16 ]        |
| 13/05/1974    | Roma                   | Piazza Navona                       | Festa referendum divorzio                                      | [ 17 ]        |
| 19/05/1974    | Torino                 | Palasport                           | Pop Meeting                                                    | [ 18 ]        |
| 09/06/1974    | Carpineto Romano (RM)  |                                     | 1ª Rassegna di Musica Alternativa Jazz Pop Folk                | [ 17 ]        |
| 15/06/1974    | Milano                 | Parco Lambro                        | Festival del proletariato giovanile                            | [ 19 ]        |
| 17/06/1974    | Roma                   | Teatro delle Arti                   |                                                                | [ 20 ]        |
| 22/06/1974    | Roma                   | Villa Borghese                      | Festival d'Avanguardia e nuove tendenze                        | [ 19 ] [ 21 ] |
| 22/06/1974    | Roma                   | Viale Vicopisano                    | Musica contro Fanfani                                          | [ 19 ]        |
| 27/06/1974    | Plaia (CT)             | Campo sportivo                      | Pop Festival Alternativo organizzato da Re Nudo                | [ 19 ] [ 22 ] |
| ?/06/1974     | Villaggio Coppola (CE) | Piazza delle feste                  |                                                                | [ 23 ]        |
| 13/07/1974    | Aprilia (LT)           |                                     | 2º Raduno di Musica Popolare Folk, Jazz e Pop                  | [ 24 ]        |
| 27/07/1974    | Roma                   | Basilica di San Paolo fuori le mura | Festival contro la violenza                                    | [ 22 ]        |
| 28/07/1974    | Misano Adriatico (RN)  |                                     | Santa Monica Rock Festival                                     | annullato     |
| 24/08/1974    | Ancona                 |                                     | Marche Pop-1º Pop Meeting                                      | [ 26 ]        |
| 6-8/09/1974   | Vicenza                |                                     | 1º Festival Alternativo di Musica Totale, Cosmica e di Ricerca | [ 26 ]        |
| 19/09/1974    | Roma                   | Piazza Navona                       | Concerti Free                                                  | [ 27 ]        |
| 21-24/09/1974 | Roma                   | Villa Pamphili                      | Festival pop                                                   | [ 28 ]        |
| ?/?/1974      | Rovigo                 | Stadio Francesco Gabrielli          | Concerto di beneficenza in favore dell'AIAS                    | [ 29 ]        |
| ?/?/1974      | Procida (NA)           |                                     |                                                                | [ 30 ]        |
| ?/?/1974      | Napoli                 | Teatro Instabile                    |                                                                | [ 30 ]        |
| 28/09/1974    | Milano                 | Università Bocconi                  |                                                                | [ 30 ]        |
| ?/?/1974      | Roma                   | Piper Club                          | 1º Rock Poll                                                   | [ 31 ]        |
| 19/11/1974    | Castellanza (VA)       | Cinema Astra                        | Rassegna di Musica Alternativa                                 | [ 32 ]        |
| ?/?/1974      | Torre del Greco (NA)   | Teatro Metropolitan                 |                                                                | [ 33 ]        |

### 1975
| Data          | Città       | Luogo           | Tour/Rassegna                       | Note                                          |
| ------------- | ----------- | --------------- | ----------------------------------- | --------------------------------------------- |
| 21/03/1975    | Torino      | Corso Traiano   | Good Music                          | [ 34 ]                                        |
| 31/05/1975    | Milano      | Parco Lambro    | Festival del proletariato giovanile | [ 35 ]                                        |
| 26/06/1975    | Firenze     | Casa del Popolo |                                     | [ 36 ]                                        |
|               | Intra (NO)  |                 | Primo Raduno Pop                    | [ 35 ]                                        |
| 30/08/1975    | Verona      | Arena           | Festivalbar 1975                    | [ 36 ]                                        |
| 18-21/09/1975 | Licola (NA) |                 | Festa del Proletariato Giovanile    | Rinuncia a partecipare per rischio tafferugli |
| 13/10/1975    | Torino      | Teatro Alfieri  |                                     | [ 38 ]                                        |
| 15/10/1975    | Torino      | Teatro Nuovo    |                                     | [ 39 ]                                        |

### 1976
| Data             | Città          | Luogo                  | Tour/Rassegna                                                 | Note          |
| ---------------- | -------------- | ---------------------- | ------------------------------------------------------------- | ------------- |
| 25/01/1976       | Roma           | Teatro Tenda           | canta Cantautore poi incisa su disco                          | [ 41 ]        |
| 02/04/1976       | Zurigo         |                        | Concerto alla televisione svizzera                            | [ 42 ]        |
| 29-30-31/05/1976 | Roma           | Teatro Circo           | Concerti per la promozione del nuovo disco La torre di Babele | [ 43 ]        |
| 13/07/1976       | Stradella (PV) | Campo sportivo         |                                                               | [ 44 ]        |
| 15/07/1976       | Legnano        | Centro socio educativo | Concerto di beneficenza                                       | [ 44 ]        |
| 17/07/1976       | Milano         | Villa Litta            |                                                               | [ 44 ]        |
| 29/07/1976       | Ravenna        | Ippodromo Darsena      | 1º Festival Nazionale FGCI                                    | [ 45 ] [ 46 ] |
| 3-12/09/1976     | Milano         |                        | Festa dell'Unità                                              | [ 47 ]        |
| 10/12/1976       | Bergamo        | Palasport              |                                                               | [ 48 ]        |
| 15/12/1976       | Genova         | Teatro Ambra           |                                                               | [ 49 ]        |
| 18/12/1976       | Adria (RO)     |                        |                                                               | [ 48 ]        |

### 1977
| Data          | Città         | Luogo                 | Tour/Rassegna              | Note          |
| ------------- | ------------- | --------------------- | -------------------------- | ------------- |
| 14/02/1977    | Isernia       |                       |                            | [ 50 ]        |
| 16/02/1977    | Vasto         | Politeama Ruzzi       |                            | [ 50 ]        |
| 17/02/1977    | Terni         |                       |                            | [ 50 ]        |
| 22/02/1977    | Reggio Emilia | Palasport             |                            | [ 50 ]        |
| 7-8-9/03/1977 | Palermo       | Teatro Biondo         |                            | [ 51 ]        |
| 10/03/1977    | Catania       | Teatro Metropolitan   |                            | [ 51 ]        |
| 11/03/1977    | Palermo       | Università di Palermo |                            | [ 52 ]        |
| 07/04/1977    | Novara        | Palasport             |                            | [ 53 ]        |
| 03/06/1977    | Torino        | Palasport             | Festival Provinciale Unità | [ 54 ]        |
| 19/07/1977    | Siena         | Fortezza Medicea      |                            | [ 55 ]        |
| 23/07/1977    | Montreux      |                       | Montreux Jazz Festival     | [ 55 ]        |
| 05/08/1977    | Modena        |                       | Festival dell'Unità        | [ 56 ]        |
| 06/08/1977    | Pesaro        | Baia Imperiale        |                            | [ 56 ] [ 57 ] |
| ?/?/1977      | Zurigo        | Hallenstadion         |                            | [ 58 ]        |
| ?/?/1977      | Vienna        | Prater                |                            | [ 58 ]        |

### 1978
| Data          | Città                   | Luogo              | Tour/Rassegna | Note                                                                                           |
| ------------- | ----------------------- | ------------------ | ------------- | ---------------------------------------------------------------------------------------------- |
| 23/03/1978    | Rimini                  | Palasport Flaminio |               | [ 59 ]                                                                                         |
| 25/03/1978    | Reggio Emilia           | Palasport          |               | [ 59 ]                                                                                         |
| 24/04/1978    | Bologna                 |                    |               | [ 59 ]                                                                                         |
| 25-26/04/1978 | Viareggio               | Palasport          |               | [ 59 ]                                                                                         |
| 28/04/1978    | Siena                   |                    |               | [ 59 ]                                                                                         |
| 29/04/1978    | Forlì                   |                    |               | [ 59 ]                                                                                         |
| 19/05/1978    | Santhià                 | Sporting Club      |               | [ 60 ]                                                                                         |
| 22/05/1978    | Genova                  | Palasport          |               | [ 61 ]                                                                                         |
| 23/05/1978    | Adria                   | Teatro comunale    |               | [ 61 ]                                                                                         |
| 24/05/1978    | Terni                   | Politeama Lucioli  |               | [ 61 ]                                                                                         |
| 27/05/1978    | Napoli                  | Stadio San Paolo   |               | Primo concerto a Napoli da solista                                                             |
|               | Sassari                 |                    |               | [ 62 ]                                                                                         |
|               | Santa Teresa di Gallura |                    |               | [ 62 ]                                                                                         |
|               | Tempio Pausania         |                    |               | [ 62 ]                                                                                         |
|               | Cagliari                | Stadio Sant'Elia   |               | Annullato per influenza di Bennato                                                             |
|               | Carbonia                |                    |               | [ 62 ]                                                                                         |
| 03/07/1978    | Asti                    | Piazza Catena      |               | 4.000                                                                                          |
| 04/07/1978    | Vicenza                 | Stadio Romeo Menti |               | [ 62 ] [ 64 ]                                                                                  |
|               | Lecco                   |                    |               | [ 62 ]                                                                                         |
|               | Siracusa                |                    |               | [ 62 ]                                                                                         |
|               | Messina                 |                    |               | [ 62 ]                                                                                         |
|               | Ischia                  |                    |               | [ 62 ]                                                                                         |
| 16/07/1978    | Viareggio               | Stadio dei Pini    |               | [ 62 ] [ 65 ]                                                                                  |
| 02/08/1978    | Cagliari                | Stadio Sant'Elia   |               | Recupero della precedente data, ma interrotto a concerto in corso a causa di una tromba d'aria |

### 1979
| Data          | Città                 | Luogo                     | Tour/Rassegna                  | Note                                                                                |
| ------------- | --------------------- | ------------------------- | ------------------------------ | ----------------------------------------------------------------------------------- |
| ?/04/1979     | Lugano                | Palaghiaccio              |                                | [ 67 ]                                                                              |
| 09/04/1979    | Lubiana               | Università di Lubiana     |                                | [ 67 ]                                                                              |
| 10-11/04/1979 | Trieste               | Politeama Rossetti        |                                | [ 67 ]                                                                              |
| 11/04/1979    | Lugano                | RTSI                      | Concerto live alla TV svizzera | [ 67 ]                                                                              |
| 26/06/1979    | L'Aquila              |                           |                                | [ 68 ]                                                                              |
|               | Grosseto              |                           |                                | [ 68 ]                                                                              |
|               | Alessandria           |                           |                                | [ 68 ]                                                                              |
| 02/07/1979    | Vercelli              |                           |                                | Annullato per maltempo e recuperato il 12/7                                         |
| 05/07/1979    | Savona                | Stadio Valerio Bacigalupo |                                | [ 68 ] [ 69 ]                                                                       |
|               | Gurten                |                           | Internationales Folkfestival   | [ 68 ]                                                                              |
| 08/07/1979    | Zurigo                |                           | Jugend Festival                | [ 68 ]                                                                              |
| 09/07/1979    | Parigi                | TF1                       | Canale nazionale francese      | Canta il gatto e la volpe in francese                                               |
|               | Sestri Levante        |                           |                                | [ 68 ]                                                                              |
|               | Sanremo               |                           |                                | [ 68 ]                                                                              |
|               | Aosta                 |                           |                                | [ 68 ]                                                                              |
|               | Monza                 | Galoppatoio di Monza      |                                | Alla fine di questo concerto viene rubata la chitarra Eko Ranger Vintage di Bennato |
| 05/08/1979    | Portoferraio          | Teatro tenda              |                                | [ 71 ]                                                                              |
| 06/08/1979    | Prato                 |                           |                                | [ 71 ]                                                                              |
| 07/08/1979    | Rimini                |                           |                                | Annullato per pioggia                                                               |
| 08/08/1979    | Rimini                |                           |                                | [ 71 ]                                                                              |
| 09/08/1979    | Ravenna               |                           |                                | [ 71 ]                                                                              |
| 14/08/1979    | Albissola Marina (SV) | Stadio Faraggiana         |                                | [ 69 ] [ 71 ]                                                                       |
|               | Verona                | Arena                     |                                | [ 72 ]                                                                              |
| 11/09/1979    | Cuneo                 | Sferisterio               |                                | [ 72 ]                                                                              |
| 12/09/1979    | Novi Ligure           |                           |                                | [ 72 ]                                                                              |
| 13/09/1979    | Como                  |                           |                                | [ 72 ]                                                                              |
| 14/09/1979    | Bergamo               |                           |                                | [ 72 ]                                                                              |
| 15/09/1979    | Pavia                 |                           |                                | [ 72 ]                                                                              |
| ?/09/1979     | Viterbo               |                           |                                | [ 72 ]                                                                              |

#### Associazione Edoardo Bennato Tour '79
| Data       | Città      | Luogo          | Tour/Rassegna | Note   |
| ---------- | ---------- | -------------- | ------------- | ------ |
| 30/11/1979 | Berna      | Hotel National | Tour Svizzera | [ 73 ] |
|            | Briga-Glis |                | Tour Svizzera | [ 73 ] |
|            | Basilea    |                | Tour Svizzera | [ 73 ] |
|            | San Gallo  |                | Tour Svizzera | [ 73 ] |
|            | Ginevra    |                | Tour Svizzera | [ 73 ] |
| 08/12/1979 | Altdorf    |                | Tour Svizzera | [ 73 ] |

## Anni ottanta

### 1980

L'esibizione di Bennato durante il concerto di Milano del 19 luglio 1980

| Data          | Città    | Luogo                        | Tour/Rassegna       | Note                                  |
| ------------- | -------- | ---------------------------- | ------------------- | ------------------------------------- |
| 27/06/1980    | Firenze  | Parco delle Cascine          | Tour stadi 1980     | Annullato per pioggia                 |
| 28/06/1980    | Firenze  | Parco delle Cascine          | Tour stadi 1980     | 20.000 spettatori - Recupero del 27/6 |
| 30/06/1980    | Genova   | Stadio Marassi               | Tour stadi 1980     | 25.000 spettatori                     |
| 01/07/1980    | Torino   | Stadio Comunale              | Tour stadi 1980     | 40.000 spettatori                     |
| 03/07/1980    | Napoli   | Stadio San Paolo             | Tour stadi 1980     | 50.000 spettatori                     |
| 05/07/1980    | Udine    | Stadio Friuli                | Tour stadi 1980     | [ 75 ]                                |
| 06/07/1980    | Brescia  | Stadio Mario Rigamonti       | Tour stadi 1980     | [ 75 ]                                |
| 08/07/1980    | Cesena   | Stadio La Fiorita            | Tour stadi 1980     | [ 75 ]                                |
| 09/07/1980    | Bologna  | Stadio                       | Tour stadi 1980     | [ 75 ]                                |
| 11/07/1980    | Pescara  | Stadio Adriatico             | Tour stadi 1980     | [ 75 ]                                |
| 13/07/1980    | Ancona   | Stadio del Conero            | Tour stadi 1980     | [ 75 ]                                |
| 15/07/1980    | Sanremo  | Stadio                       | Tour stadi 1980     | [ 76 ]                                |
| 16/07/1980    | Bari     | Stadio della Vittoria        | Tour stadi 1980     | [ 76 ]                                |
| 17/07/1980    | Massa    | Stadio degli Oliveti         | Tour stadi 1980     | [ 76 ]                                |
| 19/07/1980    | Milano   | Stadio San Siro              | Tour stadi 1980     | 80.000 spettatori                     |
| 23/11/1980    | Lugo     | Discoteca Baccara Music Hall |                     | [ 78 ]                                |
| 27/11/1980    | Dortmund | Westfalenhallen              |                     | [ 79 ]                                |
| 12-13/12/1980 | Roma     | Palaeur                      | Tour palasport 1980 | Annullato per pioggia                 |

### 1981
| Data       | Città                   | Luogo                     | Tour/Rassegna           | Note                                      |
| ---------- | ----------------------- | ------------------------- | ----------------------- | ----------------------------------------- |
| 01/01/1981 | Arezzo                  | Stadio Comunale           |                         | [ 80 ]                                    |
| ?/04/1981  | Ibach                   | Hotel Rössli              |                         | [ 81 ]                                    |
| ?/04/1981  | Kreuzlingen             | Theater an der Grenze     |                         | [ 81 ]                                    |
| 06/06/1981 | Vienna                  | Radstadion                | Rock per la pace        | [ 81 ]                                    |
| 11/06/1981 | Savona                  | Stadio Valerio Bacigalupo |                         | [ 80 ]                                    |
| 15/06/1981 | Cagliari                | Stadio Sant'Elia          |                         | [ 82 ]                                    |
| 24/06/1981 | Pavia                   | Castello Visconteo        |                         | [ 80 ]                                    |
| 03/07/1981 | Darfo Boario Terme (BS) | Stadio Comunale           | Concerto di beneficenza | Annullato per pioggia                     |
| 18/09/1981 | Darfo Boario Terme (BS) | Stadio Comunale           |                         | Recupero del 3/7                          |
| 29/09/1981 | Taranto                 | Stadio Erasmo Iacovone    |                         | Arresto di Bennato alla fine del concerto |
| 01/10/1981 | Cosenza                 |                           |                         | [ 84 ]                                    |
| 07/10/1981 | Vienna                  | Wiener Stadthalle         |                         | [ 81 ]                                    |
| 09/10/1981 | Zurigo                  | Hallenstadion             |                         | [ 81 ]                                    |
| 11/10/1981 | Ginevra                 | Victoria Hall             |                         | [ 81 ]                                    |

### 1982

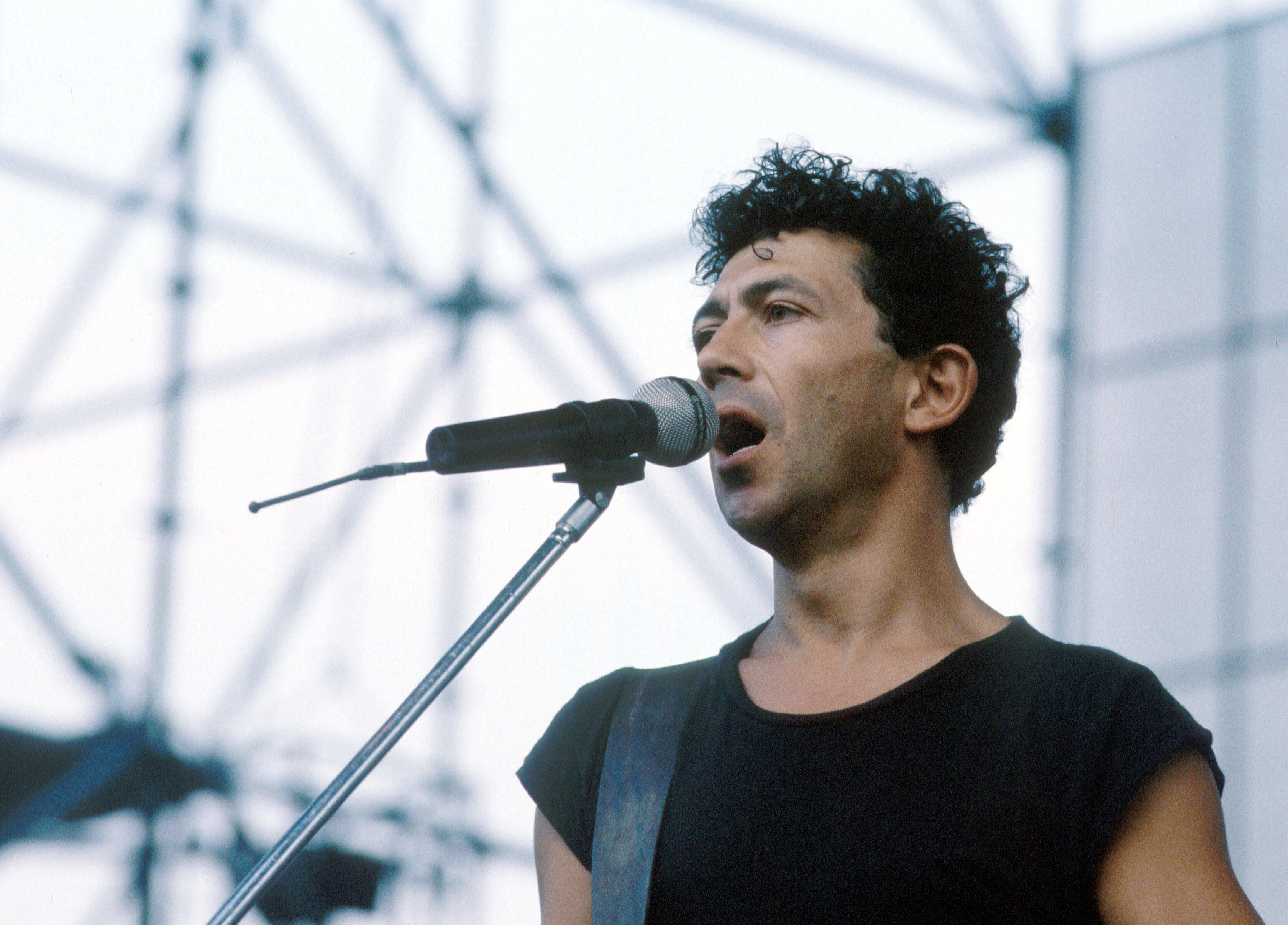
Bennato in concerto a Venezia nel 1982

| Data       | Città         | Luogo                | Tour/Rassegna | Note       |
| ---------- | ------------- | -------------------- | ------------- | ---------- |
| 22/02/1982 | Venezia       | Campo Santo Stefano  |               | 10.000 sp. |
| 05/03/1982 | Alessandria   | Teatro Tenda         |               | [ 86 ]     |
| ?/03/1982  | Cremona       |                      |               | [ 86 ]     |
| ?/03/1982  | Cantù         |                      |               | [ 86 ]     |
| ?/03/1982  | Reggio Emilia |                      |               | [ 86 ]     |
| ?/03/1982  | Trieste       |                      |               | [ 86 ]     |
| 12/03/1982 | Bologna       | Teatro Tenda         |               | [ 87 ]     |
| 05/06/1982 | Augusta       | Rosenaustadion       |               | [ 87 ]     |
| 06/06/1982 | Mannheim      | Rhein Neckar Stadion |               | [ 87 ]     |

### 1983
| Data       | Città         | Luogo          | Tour/Rassegna | Note   |
| ---------- | ------------- | -------------- | ------------- | ------ |
| 30/10/1983 | Corciano (PG) | Quasar Club    | Discoring     | [ 88 ] |
| 21/12/1983 | Legnago (VR)  | Teatro Salieri |               | [ 88 ] |
| 28/12/1983 | Aosta         | Teatro Tenda   |               | [ 89 ] |

### 1984
| Data          | Città             | Luogo                   | Tour/Rassegna                           | Note          |
| ------------- | ----------------- | ----------------------- | --------------------------------------- | ------------- |
| ?/03/1984     | L'Avana           | Teatro Karl Marx        |                                         | [ 90 ] [ 91 ] |
| 09/03/1984    | Milano            | Palasport di San Siro   |                                         | [ 92 ]        |
| 12-13/03/1984 | Torino            | Teatro Colosseo         |                                         | [ 93 ]        |
| 29/04/1984    | Villaco           | Palazzo dei Congressi   |                                         | [ 94 ]        |
| 30/04/1984    | Graz              | Arbeiterkammersaal      |                                         | [ 94 ]        |
| 01/05/1984    | Vienna            | Wiener Stadthalle       |                                         | [ 94 ]        |
| 05/05/1984    | Neu Isenburg      | Hugenottenhalle         |                                         | [ 92 ]        |
| 08/05/1984    | Monaco di Baviera | Alabamahalle            |                                         | [ 95 ]        |
| 10/05/1984    | Amburgo           | Markthalle              |                                         | [ 95 ]        |
| 10/06/1984    | Roma              | Teatro Tenda            |                                         | [ 95 ]        |
| 11/06/1984    | Briga             | Stockalperschloss       |                                         | [ 91 ]        |
| 28/06/1984    | Vienna            | Weststadion             |                                         | [ 94 ]        |
| 04/07/1984    | Milano            | Parco Sempione          |                                         | [ 95 ]        |
| 11/07/1984    | Pietra Ligure     | Campo Sportivo Comunale |                                         | [ 96 ]        |
| 14/07/1984    | Locarno           | Piazza Grande           |                                         | 14.000 sp.    |
| 20/07/1984    | Chiavari          | Campo Sportivo Comunale |                                         | [ 95 ]        |
| 03/08/1984    | Cagliari          |                         |                                         | [ 91 ]        |
| 05/08/1984    | Olbia             | Stadio Bruno Nespoli    |                                         | [ 97 ]        |
| 03/09/1984    | Warstein          | TV tedesca              | Musik Convoy                            | [ 95 ]        |
| 21/09/1984    | Bologna           | Piazza Maggiore         | Vota la voce 1984                       | [ 95 ]        |
| 28/09/1984    | Riva del Garda    | Palazzo dei Congressi   | Mostra internazionale di musica leggera | [ 95 ]        |

### 1985

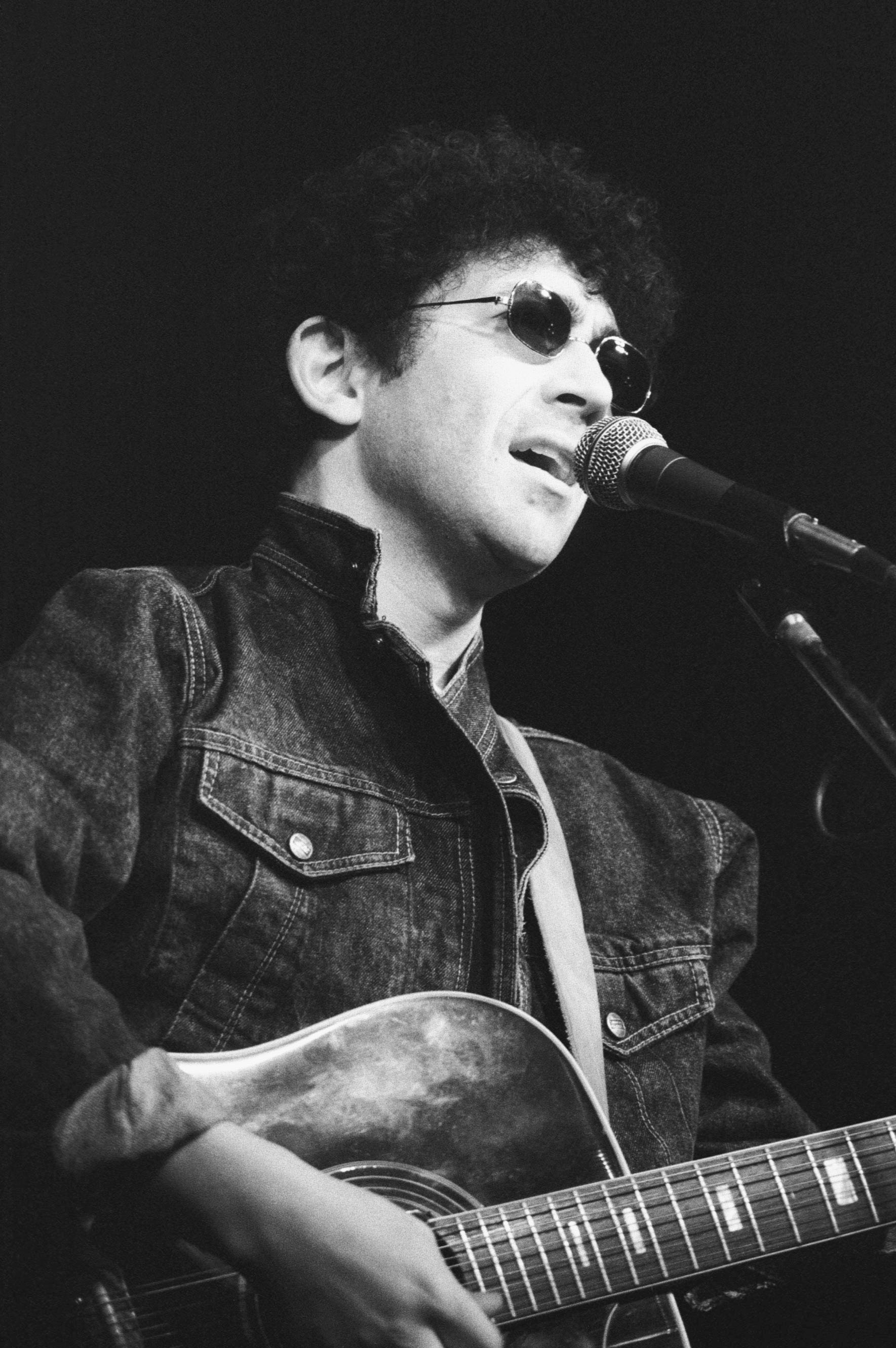
Bennato in concerto nel 1985

Il tour del 1985 comprende 65 date, nel mese di luglio, esegue 16 concerti in 17 giorni. I concerti tenuti in Austria, a Genova e Napoli, ebbero poca affluenza di pubblico per la scarsa pubblicità o perché le date vennero pubblicizzate pochi giorni prima delle esibizioni.
| Data       | Città                      | Luogo                                      | Tour/Rassegna                                    | Note                                                 |
| ---------- | -------------------------- | ------------------------------------------ | ------------------------------------------------ | ---------------------------------------------------- |
| 01/01/1985 | Roma                       | Scalinata Palazzo della Civiltà del Lavoro |                                                  | [ 101 ]                                              |
| 12/07/1985 | Grado (UD)                 |                                            |                                                  | [ 99 ]                                               |
| 15/07/1985 | Loano (SV)                 | Maxi discoteca Ai Pozzi                    | Tour Kaiwanna                                    | [ 101 ]                                              |
| 20/07/1985 | San Giovanni Valdarno (AR) | Stadio                                     |                                                  | [ 102 ]                                              |
| 22/07/1985 | Firenze                    |                                            | Festival dell'Avanti                             | [ 103 ]                                              |
| 02/09/1985 | Milano                     | Lampugnano                                 | Festa dell'Unità                                 | [ 101 ]                                              |
| 12/09/1985 | Roma                       | Stadio Olimpico                            | 25º anniversario Olimpiade di Roma               | [ 104 ]                                              |
| 13/09/1985 | Bologna                    | Piazza Maggiore                            | Vota la voce 1985                                | [ 101 ]                                              |
| 17/09/1985 | Roma                       | Parco della Mole Adriana                   | Festa dell'Unità                                 | [ 101 ]                                              |
| 18/09/1985 | Trento                     | Stadio Briamasco                           | Concerto di beneficenza alluvione Stava e Tesero | canta Non farti cadere le braccia con Loredana Bertè |
| 21/09/1985 | Montreux                   |                                            |                                                  | [ 105 ]                                              |
| 05/10/1985 | Linz                       | Palasport                                  |                                                  | [ 103 ]                                              |
| 06/10/1985 | Vienna                     | Wiener Konzerthaus                         |                                                  | [ 104 ] [ 106 ]                                      |
| ?/10/1985  | Graz                       |                                            |                                                  | [ 103 ]                                              |
| ?/10/1985  | Villaco                    |                                            |                                                  | [ 103 ]                                              |
| ?/10/1985  | Salisburgo                 |                                            |                                                  | [ 103 ]                                              |
| 13/10/1985 | Chiasso                    | Palapenz                                   |                                                  | [ 104 ]                                              |
| 05/10/1985 | Napoli                     | Palasport                                  |                                                  | [ 104 ]                                              |
| 21/12/1985 | Genova                     | Palasport                                  |                                                  | [ 101 ]                                              |

#### Formazione
- Mauro Spina (batteria)
- Pier Michelatti (basso e cori)
- Luciano Ninzatti (chitarra)
- Linda Wesly (cori)
- Tony Cercola (percussioni)
- Amedeo Bianchi (sax)[98]
- Lucio Bardi (chitarra)[98]
- Fabio Marzetti[98]

### 1986
| Data       | Città  | Luogo        | Tour/Rassegna | Note    |
| ---------- | ------ | ------------ | ------------- | ------- |
| 12/03/1985 | Roma   | Teatro Tenda |               | [ 107 ] |
| 26/09/1985 | Napoli |              |               | [ 108 ] |

### 1987
| Data       | Città              | Luogo                  | Tour/Rassegna           | Note           |
| ---------- | ------------------ | ---------------------- | ----------------------- | -------------- |
| ?/?/1987   | Montreux           |                        | Montreux Jazz Festival  | [ 58 ]         |
| 13/06/1987 | Saint-Vincent (AO) | Palazzetto dello Sport | Saint-Vincent Estate 87 | [ 109 ]        |
| 11/07/1987 | Frauenfeld         | Pferderennbahn         | Out in the Green        | [ 109 ]        |
| 12/07/1987 | Leysin             | Centre des Sports      | Leysin Festival         | [ 109 ]        |
| 14/07/1987 | Roma               | Stadio Flaminio        | Tour OK Italia          | [ 109 ]        |
| 05/09/1987 | Verona             | Arena                  | Festivalbar 1987        | [ 109 ]        |
| 06/09/1987 | Modena             | Area ex Autodromo      |                         | [ 109 ]        |
| 17/09/1987 | Bologna            | Piazza Maggiore        | Vota la voce 1987       | [ 109 ]        |
| 27/11/1987 | Torino             |                        |                         | [ 110 ]        |
| 01/12/1987 | New York           | Apollo Theater         | Harlem meets Naples     | [ 58 ] [ 111 ] |

### 1988
| Data       | Città        | Luogo                       | Tour/Rassegna             | Note              |
| ---------- | ------------ | --------------------------- | ------------------------- | ----------------- |
| 24/06/1988 | Fénis (AO)   | Parco del Castello di Fenis | Saint-Vincent Estate 1988 | [ 112 ]           |
| 20/07/1988 | Loano (SV)   | Maxi Discoteca Ai Pozzi     |                           | [ 112 ]           |
| 21/07/1988 | Torino       | Parco della Pellerina       |                           | 10.000 spettatori |
| 03/09/1988 | Winterthur   | Steinberggasse              | Musikfestwochen           | [ 112 ]           |
| 06/10/1988 | Saluzzo (CN) | Area Nuovo Foro Boario      |                           | [ 112 ]           |

### 1989

Bennato sul palco nel 1989

| Data       | Città              | Luogo                  | Tour/Rassegna                    | Note                                        |
| ---------- | ------------------ | ---------------------- | -------------------------------- | ------------------------------------------- |
| 20/05/1989 | Bari               | Teatro Petruzzelli     | Azzurro 1989                     | canta Viva la mamma, Sogni                  |
| 24/06/1989 | Saint Vincent (AO) | Palazzetto dello sport | La grande festa dell'estate 1989 | [ 114 ]                                     |
| 14/07/1989 | Caraglio (CN)      |                        | Tour Abbi dubbi                  | [ 115 ]                                     |
| 18/07/1989 | Teglio (SO)        | Teatro Tenda           |                                  | [ 114 ]                                     |
| 10/08/1989 | Pineto (TE)        | Stadio comunale        |                                  | [ 116 ]                                     |
| 09/09/1989 | Verona             | Arena                  | Festivalbar 1989                 | canta Vendo Bagnoli, La Luna, Viva la mamma |
| 12/09/1989 | Sanremo (IM)       | Musica Arena           | Sanremo Blues                    | canta Viva la mamma, Un giorno credi        |
| 18/09/1989 | Fiesole (FI)       | Teatro Romano          | Vota la voce 1989                | canta Viva la mamma                         |
| 20/09/1989 | Roma               | Teatro tendastrisce    |                                  | [ 116 ]                                     |
| 28/09/1989 | Torino             | Stadio Comunale        |                                  | [ 117 ]                                     |
| 01/10/1989 | Napoli             | Stazione Marittima     |                                  | [ 116 ]                                     |
| 06/10/1989 | Milano             | Palatrussardi          |                                  | [ 116 ]                                     |
| 20/10/1989 | Sanremo (IM)       | Teatro Ariston         | Rassegna della canzone d'autore  | [ 116 ]                                     |
| 17/11/1989 | Dortmund           | Westfalenhalle         | Peter's Pop Show                 | canta Viva la mamma                         |
| 09/12/1989 | Roma               | Palazzo dello sport    |                                  | canta Un'estate italiana                    |

## Anni novanta

### 1990

Bennato sul palco del Pistoia Blues del 1990, con Jeff Healey e B.B. King

| Data             | Città          | Luogo                | Tour/Rassegna                                | Note                                        |
| ---------------- | -------------- | -------------------- | -------------------------------------------- | ------------------------------------------- |
| 17/02/1990       | Genova         | Teatro Margherita    |                                              | [ 118 ]                                     |
| 26-27-28/02/1990 | Milano         | Teatro Lirico        |                                              | [ 118 ]                                     |
| 25/03/1990       | Torino         | Palasport            | Tour Abbi dubbi                              | [ 119 ]                                     |
| 08/06/1990       | Milano         | Stadio San Siro      | Inaugurazione Mondiali di calcio 1990        | canta Un'estate italiana con Gianna Nannini |
| 01/07/1990       | Toronto        | CNE Bandshell        | International Picnic                         | [ 120 ]                                     |
| 13/07/1990       | Pistoia        |                      | Pistoia Blues Festival                       | [ 120 ]                                     |
| 14/09/1990       | Fiesole        | Teatro Romano        | Vota la voce 1990                            | canta Rinnegato                             |
| 22/09/1990       | Riva del Garda | Palameeting          | Mostra Internazionale di Musica Leggera 1990 | canta Abbi dubbi                            |
| 07/10/1990       | Praga          | Piazza San Venceslao |                                              | [ 121 ]                                     |

### 1991
| Data       | Città  | Luogo        | Tour/Rassegna           | Note    |
| ---------- | ------ | ------------ | ----------------------- | ------- |
| 15/06/1991 | Milano | Arena Civica | Rock contro il razzismo | [ 122 ] |

### 1992
| Data       | Città          | Luogo          | Tour/Rassegna                | Note                       |
| ---------- | -------------- | -------------- | ---------------------------- | -------------------------- |
| 26/04/1992 | Bari           | Teatro Team    |                              | Joe Sarnataro & Blue Stuff |
| 03/07/1992 | Pistoia        |                | Pistoia Blues Festival       | Tour estivo Joe Sarnataro  |
| 05/07/1992 | Correggio (RE) | Zona sportiva  | Festa dell'Unità             | [ 125 ]                    |
| 10/07/1992 | Montreux       |                | Montreux Jazz Festival       | [ 58 ] [ 123 ]             |
| 26/07/1992 | Arbatax        |                | Rocce Rosse e Blues Festival | Tour estivo Joe Sarnataro  |
| 11/07/1992 | Ravenna        |                | Ravenna Blues Festival       | [ 127 ]                    |
| 09/09/1992 | Fiesole        | Teatro Romano  | Vota la voce 1992            | [ 125 ]                    |
| 26/09/1992 | Sanremo        | Teatro Ariston | Sanremo Blues                | Joe Sarnataro & Blue Stuff |
| 10/12/1992 | Milano         | Palatrussardi  |                              | [ 125 ]                    |
| 11/12/1992 | Torino         | Palaruffini    |                              | [ 125 ]                    |
| 16/12/1992 | Genova         | Palasport      |                              | Annullato                  |
| 16/12/1992 | Roma           |                |                              | [ 130 ]                    |
| 19/12/1992 | Acireale       |                |                              | [ 130 ]                    |
| 20/12/1992 | Palermo        |                |                              | [ 130 ]                    |

### 1993

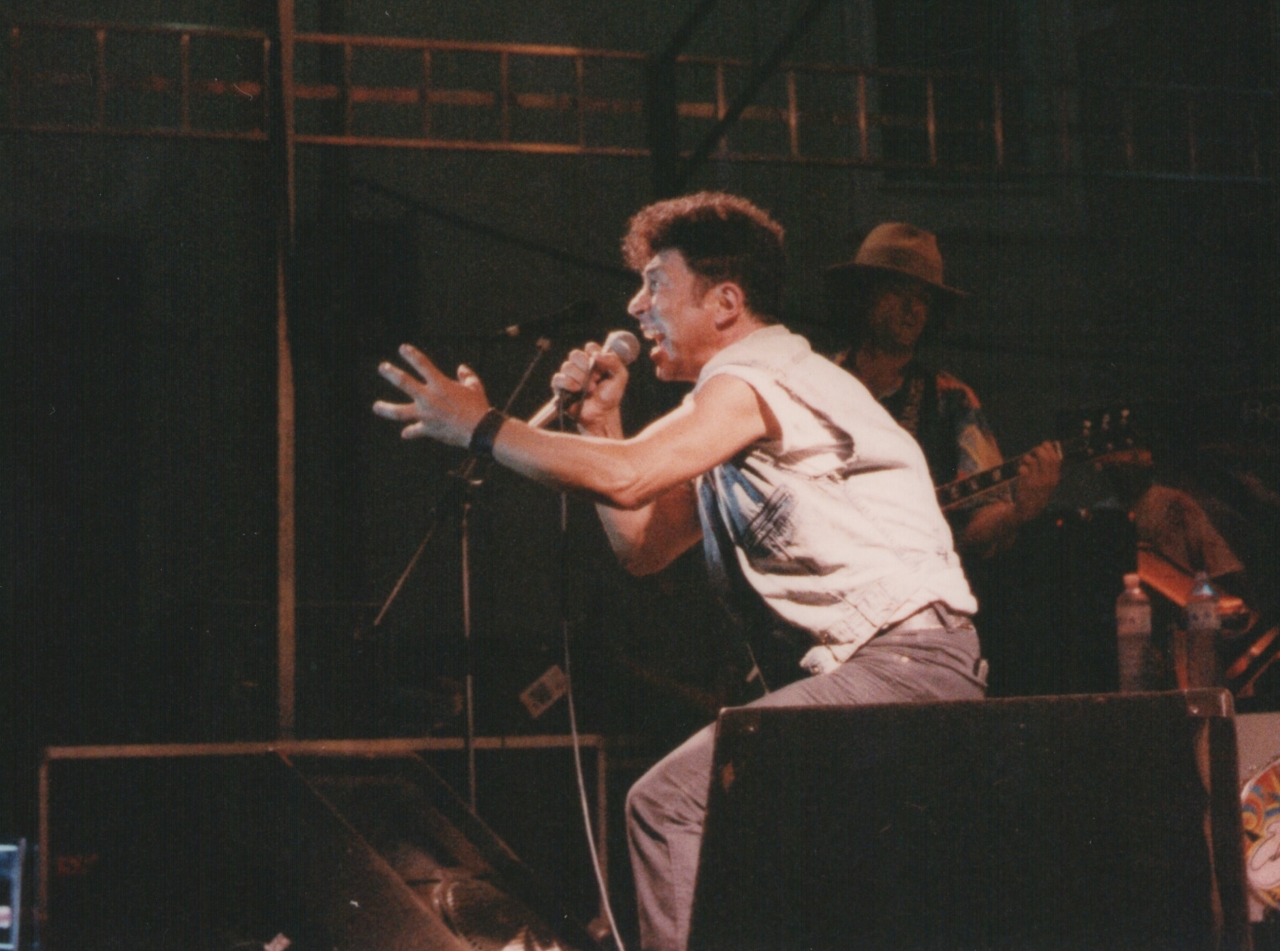
Bennato in concerto nel 1993

| Data       | Città       | Luogo             | Tour/Rassegna     | Note           |
| ---------- | ----------- | ----------------- | ----------------- | -------------- |
| 02/07/1993 | Milano      | Fiera campionaria |                   | [ 131 ]        |
| 07/08/1993 | Sanremo     | Auditorium Alfano | Sanremo Blues     | [ 132 ]        |
| 20/08/1993 | Gampel      |                   | Festival Open Air | [ 133 ]        |
| 24/09/1993 | Napoli      | Villa Imperiale   | Marechiaro Blues  | con Blue Stuff |
| 09/12/1993 | Verona      | Teatro Corallo    | Cantautori doc    | [ 135 ]        |
| 20/12/1993 | Francoforte | Music Hall        |                   | [ 131 ]        |

### 1994
| Data       | Città                   | Luogo             | Tour/Rassegna               | Note                       |
| ---------- | ----------------------- | ----------------- | --------------------------- | -------------------------- |
| 30/06/1994 | Montreux                |                   | Montreux Jazz Festival      | Joe Sarnataro & Blue Stuff |
| 30/06/1994 | Casale Monferrato (AL)  | Teatro Municipale |                             | [ 137 ]                    |
| 07/07/1994 | Lignano Sabbiadoro (UD) | Arena Alpe Adria  | Festivalbar 1994            | [ 138 ]                    |
| 15/08/1994 | Bardonecchia (TO)       |                   |                             | [ 139 ]                    |
| 02/09/1994 | Carmagnola (TO)         | Piazza Berti      |                             | [ 139 ]                    |
| 03/09/1994 | Torino                  | Palaruffini       |                             | [ 138 ]                    |
| 29/10/1994 | Sanremo (IM)            | Teatro Ariston    | Canzone d'Autore di Sanremo | [ 138 ]                    |

### 1995
| Data       | Città        | Luogo                | Tour/Rassegna     | Note    |
| ---------- | ------------ | -------------------- | ----------------- | ------- |
| 27/07/1995 | Varazze (SV) | Boschetto di Varazze |                   | [ 140 ] |
| 09/08/1995 | Oulx (TO)    | Palacrai             | Festivalsusa '95  | [ 141 ] |
| 16/09/1995 | Arezzo       | Piazza Grande        | Vota la voce 1995 | [ 142 ] |

### 1996
| Data       | Città                           | Luogo                  | Tour/Rassegna           | Note    |
| ---------- | ------------------------------- | ---------------------- | ----------------------- | ------- |
| 11/01/1996 | Bergamo                         | Teatro Donizetti       |                         | [ 143 ] |
| 30/06/1996 | Castiglione delle Stiviere (MN) |                        |                         | [ 144 ] |
| ?/?/1996   | Desenzano del Garda (BS)        | Piazza                 |                         | [ 144 ] |
| ?/?/1996   | Capri (NA)                      | Certosa di San Giacomo |                         | [ 144 ] |
| ?/?/1996   | Marina di Pietrasanta (LU)      | Villa La Versiliana    |                         | [ 144 ] |
| 30/06/1996 | Porto Rotondo (SS)              |                        |                         | [ 144 ] |
| 30/08/1996 | Santa Margherita Ligure (GE)    | Giardini del lungomare | Concerto di beneficenza | [ 145 ] |

### 1997
| Data       | Città               | Luogo              | Tour/Rassegna                      | Note    |
| ---------- | ------------------- | ------------------ | ---------------------------------- | ------- |
| 05/03/1997 | Lugano              | Bar 90             | Tour 97                            | [ 146 ] |
| 06/03/1997 | Baden               | Kuba               | Tour 97                            | [ 146 ] |
| 07/03/1997 | Zug                 | Galvanik           | Tour 97                            | [ 146 ] |
| 08/03/1997 | Fällanden           | Zwicky Fabrik      | Tour 97                            | [ 146 ] |
| 09/03/1997 | Berna               | Bierhübeli         | Tour 97                            | [ 146 ] |
| 13/03/1997 | Glarus              | Schützenhaus       | Tour 97                            | [ 146 ] |
| 14/03/1997 | Langenthal          | Design Center      | Tour 97                            | [ 146 ] |
| 15/03/1997 | Frauenfeld          | Eisenwerk          | Tour 97                            | [ 146 ] |
| 24/05/1997 | Sestri Levante (GE) | Teatro tenda       |                                    | [ 147 ] |
| 28/05/1997 | Imst                | Skiarena Hoch-Imst |                                    | [ 148 ] |
| 12/07/1997 | Napoli              | Ex Italsider       | Tuborg Neapolis Live Festival 1997 | [ 148 ] |

### 1998
| Data       | Città                 | Luogo          | Tour/Rassegna         | Note    |
| ---------- | --------------------- | -------------- | --------------------- | ------- |
| 30/07/1998 | Serravalle Sesia (VC) | Campo sportivo |                       | [ 149 ] |
| 31/12/1998 | Bari                  |                | Concerto di Capodanno | [ 150 ] |

### 1999

Bennato al Lunaria del 1999

| Data       | Città        | Luogo             | Tour/Rassegna         | Note    |
| ---------- | ------------ | ----------------- | --------------------- | ------- |
| 25/02/1999 | Sanremo (IM) | PalaPlayStation   | Sanremo Rock Festival | [ 151 ] |
| 08/07/1999 | Asti         | Piazza Cattedrale | Asti Musica           | [ 152 ] |

## Anni duemila

### 2000
| Data       | Città        | Luogo               | Tour/Rassegna                | Note    |
| ---------- | ------------ | ------------------- | ---------------------------- | ------- |
| 11/03/2000 | Genova       | Teatro Carlo Felice | Serata per Fabrizio De Andrè | [ 153 ] |
| 25/06/2000 | Domodossola  |                     | Insieme per un dono          | [ 154 ] |
| 25/07/2000 | Chiavari     | Piazza dell'Umanità | Stelle sul Mare              | [ 155 ] |
| 26/10/2000 | Sanremo (IM) | Teatro Ariston      | Canzone d'Autore di Sanremo  | [ 156 ] |
| 31/12/2000 | Napoli       |                     | Concerto di Capodanno        | [ 157 ] |

### 2001
| Data       | Città                | Luogo                | Tour/Rassegna                      | Note                                                        |
| ---------- | -------------------- | -------------------- | ---------------------------------- | ----------------------------------------------------------- |
| 20/05/2001 | Milano               | Rai 2                | Quelli che il calcio               | canta Le ragazze fanno grandi sogni                         |
| 20/06/2001 | Sanremo (IM)         | Area di Pian di Nave | Sanremo Estate 2001                | canta Abbi dubbi, Sono solo canzonette, Il gatto e la volpe |
| 20/07/2001 | Ricaldone (AL)       |                      | L'isola in collina-Tributo a Tenco | [ 159 ]                                                     |
| 24/08/2001 | Levanto (SP)         | Piazza Cavour        | Festival dell'Unità                | [ 160 ]                                                     |
| 31/08/2001 | Settimo Rottaro (TO) |                      | Bierfest Gang                      | [ 161 ]                                                     |
| 08/09/2001 | Verona               | Arena                | Festivalbar 2001                   | [ 158 ]                                                     |
| 23/09/2001 | Genova               | Palatenda            | Festival dell'Unità                | [ 162 ]                                                     |

### 2002
| Data       | Città                     | Luogo           | Tour/Rassegna                 | Note    |
| ---------- | ------------------------- | --------------- | ----------------------------- | ------- |
| 20/05/2002 | Firenze                   | Teatro Saschall |                               | [ 163 ] |
| 10/06/2002 | Palais Saint-Vincent (AO) |                 | Un disco per l'estate 2002    | [ 163 ] |
| 25/07/2002 | Sanremo (IM)              | Teatro del Mare | Sanremo Immagine Jazz & Blues | [ 163 ] |

### 2003
| Data       | Città       | Luogo                           | Tour/Rassegna                  | Note                                                                                 |
| ---------- | ----------- | ------------------------------- | ------------------------------ | ------------------------------------------------------------------------------------ |
| 03/03/2003 | Sanremo     | Teatro del Mare                 |                                | [ 164 ]                                                                              |
| 01/05/2003 | Roma        | Piazza San Giovanni in Laterano | Concerto del Primo Maggio 2003 | [ 164 ]                                                                              |
| 07/06/2003 | Maranello   |                                 |                                | [ 165 ]                                                                              |
| 27/06/2003 | Caorle (VE) |                                 |                                | canta 'O sarracino                                                                   |
| 11/07/2003 | Catania     | Porto vecchio                   |                                | canta Una settimana...un giorno, Le ragazze fanno grandi sogni, Afferrare una stella |

### 2004
| Data       | Città        | Luogo                   | Tour/Rassegna                       | Note    |
| ---------- | ------------ | ----------------------- | ----------------------------------- | ------- |
| 12/04/2004 | Pineto       | Borgo S. Maria          |                                     | [ 166 ] |
| 10/07/2004 | Sanremo (IM) | Piazzale Carlo Dapporto | Sanremo Festa d'Estate              | [ 167 ] |
| 27/08/2004 | L'Aquila     |                         | Festa della Perdonanza Celestiniana | [ 168 ] |
| 09/09/2004 | Leinì (TO)   | Piazza di Tedeschi      |                                     | [ 167 ] |

### 2005
| Data       | Città     | Luogo                | Tour/Rassegna | Note    |
| ---------- | --------- | -------------------- | ------------- | ------- |
| 24/07/2005 | Karlsruhe | Gùnther-Klotz-Anlage | Das Fest      | [ 169 ] |

### 2006
| Data       | Città                          | Luogo                           | Tour/Rassegna                                            | Note                    |
| ---------- | ------------------------------ | ------------------------------- | -------------------------------------------------------- | ----------------------- |
| 01/05/2006 | Roma                           | Piazza San Giovanni in Laterano | Concerto del Primo Maggio 2006                           | [ 170 ]                 |
| 11/05/2006 | Roma                           | Rai-Sala B                      | Edoardo Bennato & Alex Britti at Rai                     | [ 170 ]                 |
| 23/06/2006 | Cameri (NO)                    | Stadio Comunale                 | Britti & Bennato tour 2006                               | [ 171 ]                 |
| 24/06/2006 | Milano                         | Piazza Duomo                    | Britti & Bennato tour 2006 - Notte Bianca                | [ 171 ]                 |
| 10/07/2006 | San Giorgio a Cremano (NA)     | Villa Bruno                     | Britti & Bennato tour 2006                               | [ 171 ]                 |
| 14/07/2006 | Sarnano (MC)                   | Campo Sportivo                  | Britti & Bennato tour 2006                               | [ 171 ]                 |
| 21/07/2006 | Stimigliano (RI)               | Campo sportivo                  | Britti & Bennato tour 2006                               | [ 171 ]                 |
| 23/07/2006 | Roma                           | Auditorium Cavea                | Britti & Bennato tour 2006                               | [ 171 ] [ 172 ]         |
| 29/07/2006 | Senise (PZ)                    | Campo Sportivo                  | Britti & Bennato tour 2006                               | [ 171 ] [ 172 ]         |
| 30/07/2006 | Cariati (CS)                   | Porto                           | Britti & Bennato tour 2006                               | [ 172 ]                 |
| 04/08/2006 | Cassino (FR)                   | Stadio Comunale                 | Britti & Bennato tour 2006                               | [ 171 ] [ 172 ]         |
| 06/08/2006 | Rispescia (GR)                 | Loc. Enaoli                     | Britti & Bennato tour 2006 - Festambiente                | [ 171 ] [ 172 ]         |
| 07/08/2006 | Castelnuovo di Garfagnana (LU) | Fortezza di Montalfonzo         | Britti & Bennato tour 2006                               | [ 172 ]                 |
| 09/08/2006 | Francavilla di Sicilia (ME)    | Piazza Garibaldi                | Britti & Bennato tour 2006                               | [ 172 ]                 |
| 11/08/2006 | Ostuni (BR)                    | Foro Boario                     | Britti & Bennato tour 2006                               | [ 172 ]                 |
| 12/08/2006 | Vietri sul Mare (SA)           | Campo Sportivo                  | Britti & Bennato tour 2006                               | [ 172 ]                 |
| 16/08/2006 | Ospedaletti (IM)               | Piazzale al Mare                | Britti & Bennato tour 2006                               | [ 172 ]                 |
| 18/08/2006 | Bisceglie (BA)                 | Arena del Mare                  | Britti & Bennato tour 2006                               | [ 172 ]                 |
| 24/08/2006 | Massa (MS)                     | Piazza Aranci                   | Britti & Bennato tour 2006                               | [ 172 ]                 |
| 26/08/2006 | Santa Maria Navarrese (NU)     | Piazza Principessa di Navarra   | Britti & Bennato tour 2006 -Rocce Rosse e Blues Festival | [ 170 ] [ 171 ] [ 172 ] |
| 27/08/2006 | Macomer (NU)                   | Caserme Mura                    | Britti & Bennato tour 2006                               | [ 172 ]                 |
| 29/08/2006 | Sulmona (AQ)                   | Piazza Garibaldi                | Britti & Bennato tour 2006                               | [ 171 ]                 |
| 02/09/2006 | Priolo Gargallo (SR)           | Centrale Enel                   | Britti & Bennato tour 2006                               | [ 172 ]                 |
| 12/09/2006 | Napoli                         | Arena Flegrea                   | Britti & Bennato tour 2006                               | [ 172 ]                 |
| 14/09/2006 | L'Aquila                       | Piazza Duomo                    | Britti & Bennato tour 2006                               | [ 172 ]                 |
| 26/10/2006 | Cornedo all'Isarco (BZ)        | Kulturhaus                      | Steinegg Live Festival                                   | [ 170 ]                 |
| 29/09/2006 | Mantova                        | Outlet Fashion District         | Britti & Bennato tour 2006                               | [ 172 ]                 |

### 2007
| Data       | Città                    | Luogo             | Tour/Rassegna                   | Note    |
| ---------- | ------------------------ | ----------------- | ------------------------------- | ------- |
| 29/05/2007 | San Benedetto del Tronto | Rotonda Giorgini  |                                 | [ 173 ] |
| 14/06/2007 | Palazzo San Gervasio     | Piazzale d'Errico |                                 | [ 173 ] |
| 19/08/2007 | Carpino                  | Piazza del Popolo |                                 | [ 173 ] |
| 09/11/2007 | Sanremo                  | Teatro Ariston    | Rassegna della Canzone d'Autore | [ 173 ] |

### 2008
| Data       | Città                   | Luogo            | Tour/Rassegna                      | Note    |
| ---------- | ----------------------- | ---------------- | ---------------------------------- | ------- |
| 12/08/2008 | Minervino di Lecce (LE) | Piazza Umberto I |                                    | [ 174 ] |
| 07/09/2008 | Molteno (LC)            | Villa Rosa       | Festival Un'Avventura, Le Emozioni | [ 174 ] |

### 2009
| Data       | Città          | Luogo                           | Tour/Rassegna                  | Note    |
| ---------- | -------------- | ------------------------------- | ------------------------------ | ------- |
| 01/05/2009 | Roma           | Piazza San Giovanni in Laterano | Concerto del Primo Maggio 2009 | [ 175 ] |
| 21/07/2009 | Afragola (NA)  | Pineta della Villa Comunale     | Afrakà Rock Festival           | [ 175 ] |
| 19/09/2009 | Copertino (LE) | Zona Gelsi                      |                                | [ 175 ] |

## Anni duemiladieci

### 2010
| Data       | Città                     | Luogo                           | Tour/Rassegna                  | Note                   |
| ---------- | ------------------------- | ------------------------------- | ------------------------------ | ---------------------- |
| 26/03/2010 | New York                  | Highline Ballroom               |                                | [ 58 ] [ 176 ]         |
| 28/03/2010 | Toronto                   | The Mod Club                    |                                | [ 58 ] [ 177 ]         |
| 01/05/2010 | Roma                      | Piazza San Giovanni in Laterano | Concerto del Primo Maggio 2010 | [ 178 ]                |
| 03/06/2010 | Aosta                     | Teatro romano                   | Premio Mogol 2010              | vincitore Premio Mogol |
| 02/07/2010 | Bellaria Igea Marina (RN) |                                 | Notte rosa 2010                | [ 180 ]                |
| 21/10/2010 | Bucarest                  | Arcub Club                      |                                | [ 181 ]                |

### 2011

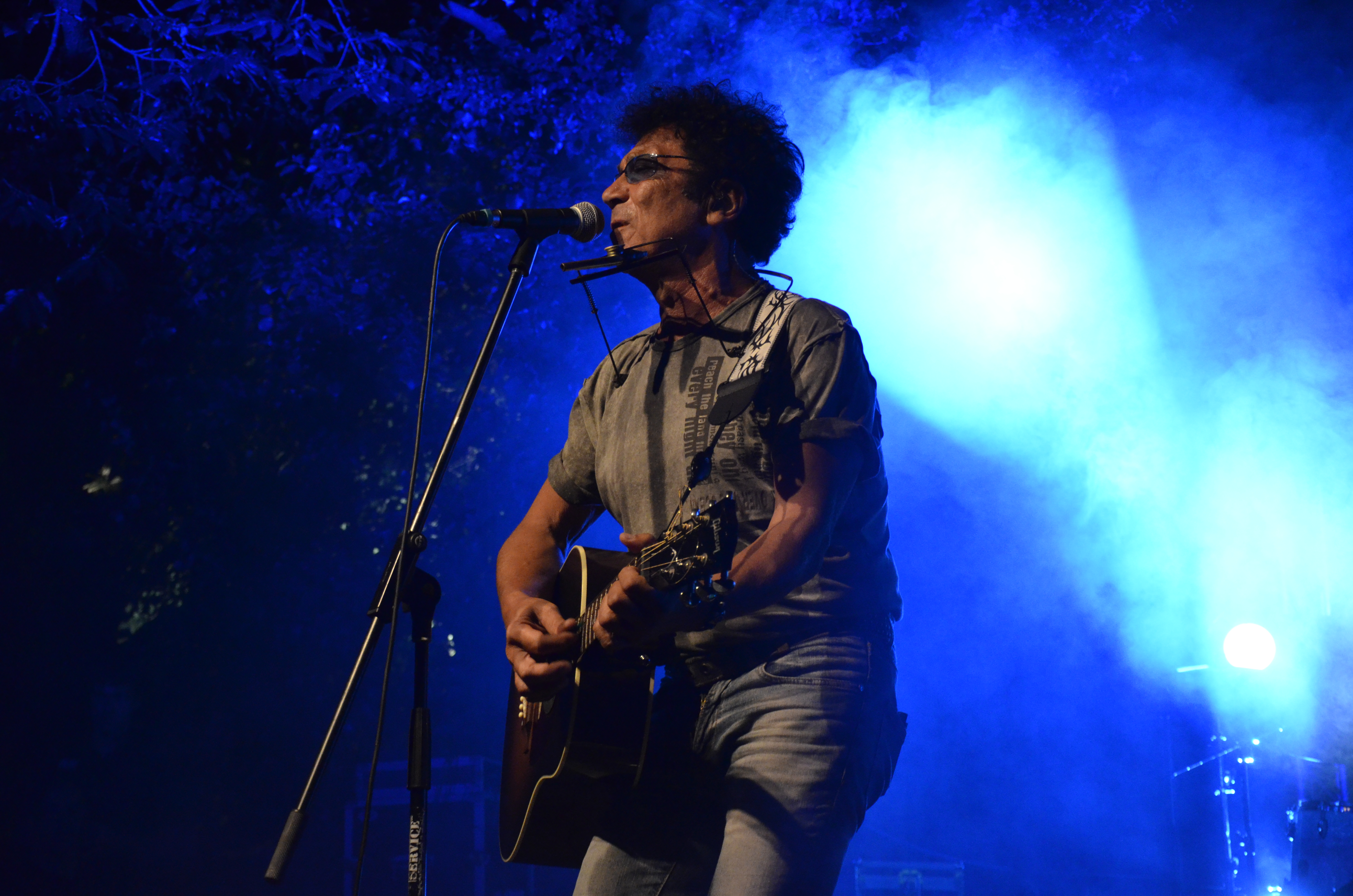
Bennato in concerto nel 2011

| Data       | Città                        | Luogo                           | Tour/Rassegna                                   | Note            |
| ---------- | ---------------------------- | ------------------------------- | ----------------------------------------------- | --------------- |
| 02/02/2011 | Roma                         | The Place                       |                                                 | [ 182 ]         |
| 26/02/2011 | Aprica (SO)                  | Magnolta di Aprica              | Radio 101 – Quota 101                           | [ 183 ]         |
| 01/05/2011 | Roma                         | Piazza San Giovanni in Laterano | Concerto del Primo Maggio 2011                  | [ 184 ]         |
| 19/06/2011 | La Spezia                    |                                 | Festa della Marineria                           | [ 185 ]         |
| 08/07/2011 | Torino                       | Piazza San Carlo                | Traffic Festival                                | [ 184 ]         |
| 16/07/2011 | Bellaria Igea Marina (RN)    | Portocanale                     | Spiaggia 101 tour                               | [ 186 ]         |
| 23/07/2011 | Vasto (CH)                   | Lungomare Duca degli Abruzzi    | Tour estivo 2011-Spiaggia 101 tour              | [ 187 ] [ 188 ] |
| 24/07/2011 | Lecce                        | Piazza Sant'Oronzo              | Battiti Live                                    | [ 189 ]         |
| 30/07/2011 | Lignano Sabbiadoro (UD)      | Piazzale Marcello D’Olivo       | Tour estivo 2011                                | [ 187 ]         |
| 05/08/2011 | Borghetto Santo Spirito (SV) | Piazza Marinai d'Italia         | Tour estivo 2011-Musica nei Castelli di Liguria | [ 184 ] [ 187 ] |
| 06/08/2011 | Cefalù (PA)                  | Lungomare Giardina              | Tour estivo 2011                                | [ 187 ]         |
| 08/08/2011 | Rionero in Vulture (PZ)      | Piazza XX Settembre             | Tour estivo 2011                                | [ 187 ]         |
| 11/08/2011 | Poggiorsini (BA)             |                                 | Tour estivo 2011                                | [ 187 ]         |
| 13/08/2011 | Bassiano (LT)                |                                 | Tour estivo 2011                                | [ 187 ]         |
| 14/08/2011 | Pozzallo (RG)                | Lungomare Pietrenere            | Tour estivo 2011                                | [ 187 ]         |
| 15/08/2011 | Casacanditella (CH)          |                                 | Tour estivo 2011                                | [ 187 ]         |
| 18/08/2011 | Santa Maria la Fossa (CE)    | Piazza Mercato                  | Tour estivo 2011                                | [ 187 ]         |
| 19/08/2011 | Rocca Imperiale (CS)         | Arena del Mare                  | Tour estivo 2011                                | [ 187 ]         |
| 20/08/2011 | Margherita di Savoia (BT)    | Lungomare C. Colombo            | Tour estivo 2011                                | [ 187 ]         |
| 23/08/2011 | Giovinazzo (BA)              |                                 | Tour estivo 2011                                | [ 187 ]         |
| 28/08/2011 | Ascea (SA)                   | Piazza Europa                   | Tour estivo 2011-Spiaggia 101 tour              | [ 187 ] [ 190 ] |
| 03/09/2011 | Trento                       | Piazza Fiera                    | Note italiane nel mondo                         | [ 191 ]         |
| 04/09/2011 | Bologna                      | Piazza Maggiore                 | Tour estivo 2011                                | [ 187 ]         |
| 08/09/2011 | Uta (CA)                     |                                 | Tour estivo 2011                                | [ 187 ]         |
| 10/09/2011 | Genova                       |                                 | Notte bianca                                    | [ 192 ]         |
| 11/11/2011 | Sanremo (IM)                 | Teatro Ariston                  | Rassegna della Canzone d'Autore                 | [ 184 ]         |
| 31/12/2011 | Napoli                       | Piazza del Plebiscito           | Concerto di Capodanno                           | [ 193 ]         |

### 2012
| Data       | Città                 | Luogo           | Tour/Rassegna  | Note              |
| ---------- | --------------------- | --------------- | -------------- | ----------------- |
| 30/04/2012 | Firenze               |                 | Notte bianca   | [ 194 ]           |
| 17/08/2012 | Tottea (TE)           |                 |                | 10.000 spettatori |
| 25/09/2012 | San Vito Lo Capo (TP) |                 | Cous Cous Fest | [ 196 ]           |
| 10/09/2012 | Milano                | Villa Clerici   | Tour estivo    | [ 197 ]           |
| 06/10/2012 | Napoli                | Arenile Bagnoli |                | [ 198 ]           |

### 2013

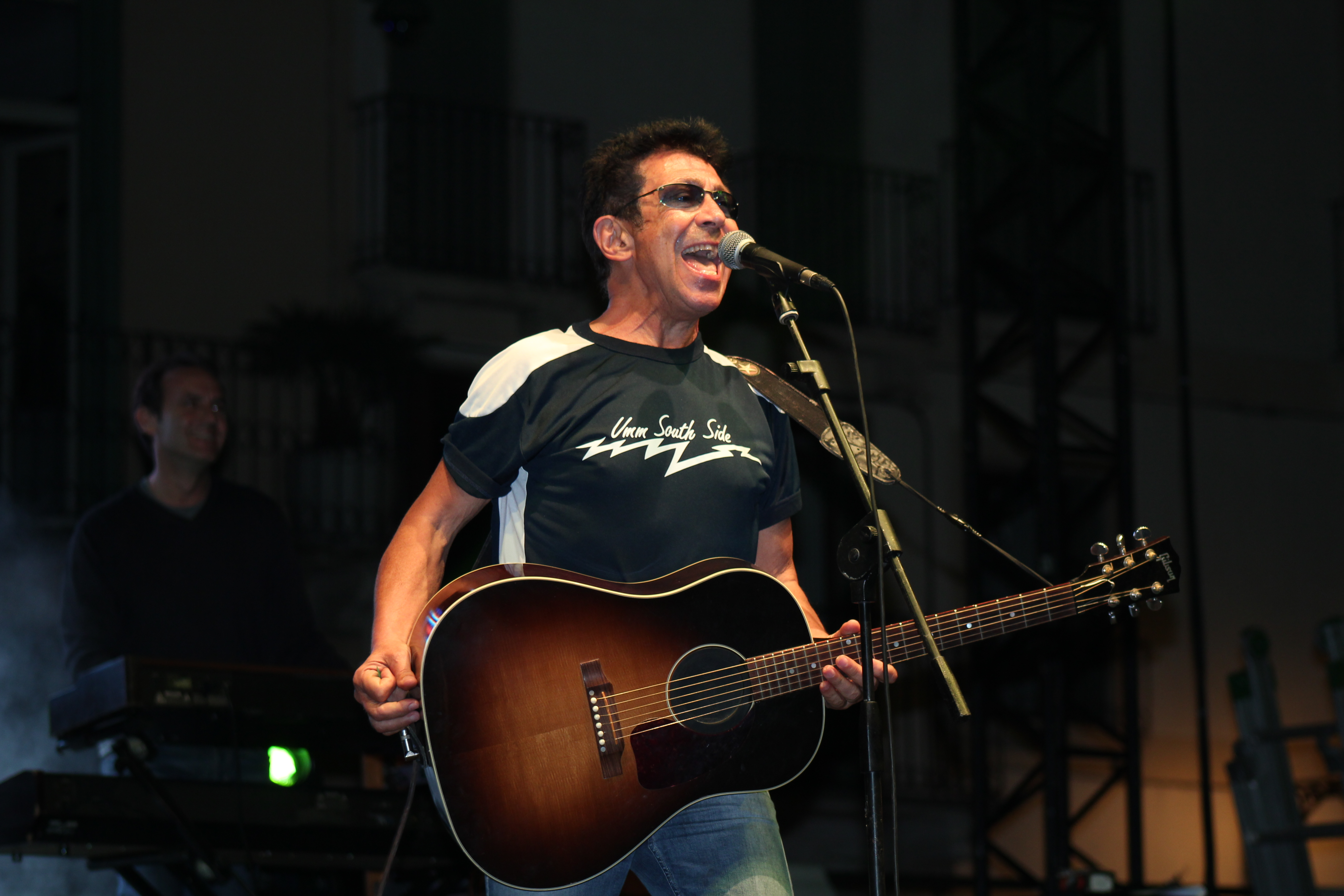
Bennato in concerto nel 2013

| Data          | Città                    | Luogo                       | Tour/Rassegna                                          | Note                                                         |
| ------------- | ------------------------ | --------------------------- | ------------------------------------------------------ | ------------------------------------------------------------ |
| 23/03/2013    | Pisa                     | Piazza Carrara              | Capodanno Pisano                                       | [ 199 ]                                                      |
| 30/04/2013    | Pisa                     |                             |                                                        | Bennato interrompe il concerto per malore ad una spettatrice |
| 31/05/2013    | Pozzuoli (NA)            | Accademia Aeronautica       | Concerto benefico per la Città della Scienza di Napoli |                                                              |
| 20/07/2013    | Torricella Peligna (CH)  | Piazza del popolo           | Notte Bianca                                           | [ 203 ]                                                      |
| 11/08/2013    | Bonito (AV)              | Piazza Municipio            | Bonito per medici senza frontiere                      | [ 203 ]                                                      |
| 14-15/08/2013 | Isola d'Elba             |                             |                                                        | [ 204 ]                                                      |
| 16/08/2013    | Acri (CS)                | Anfiteatro                  |                                                        | [ 204 ]                                                      |
| 17/08/2013    | Stornara (FG)            | Campo sportivo              |                                                        | [ 204 ]                                                      |
| 25/08/2013    | Celano (AQ)              |                             |                                                        | [ 204 ]                                                      |
| 29/08/2013    | Venezia                  |                             | 70ª Mostra del Cinema                                  | [ 204 ]                                                      |
| 30/08/2013    | Rapallo (GE)             | Piazza IV novembre          |                                                        | [ 204 ]                                                      |
| 06/09/2013    | Bonorva (SS)             | Piazza Santa Maria          |                                                        | [ 204 ]                                                      |
| 07/09/2013    | Matera                   | Parco della Murgia Materana |                                                        | [ 204 ]                                                      |
| 08/09/2013    | Monte Giberto (FM)       | Piazza della Vittoria       |                                                        | [ 204 ]                                                      |
| 14/09/2013    | Guidonia Montecelio (RM) | Piazza Maurizio Simone      |                                                        | [ 204 ]                                                      |
| 17/10/2013    | Zurigo                   | Alte Kaserne                |                                                        | [ 202 ]                                                      |
| 18/10/2013    | Lucerna                  | Casineum                    |                                                        | [ 204 ]                                                      |
| 19/10/2013    | Locarno                  | Palafevi                    |                                                        | [ 204 ]                                                      |
| 21/10/2013    | Varese                   | Teatro Apollonio            |                                                        | [ 205 ]                                                      |
| 24/10/2013    | Genova                   | MSC Opera                   |                                                        | Concerto di beneficenza pro AIL                              |
| 30/10/2013    | Roma                     | The Place                   |                                                        | [ 205 ]                                                      |
| 20/12/2013    | Cagliari                 |                             | Rocce Rosse Blues Winter Edition                       | [ 207 ]                                                      |

### 2014
| Data       | Città                   | Luogo          | Tour/Rassegna           | Note    |
| ---------- | ----------------------- | -------------- | ----------------------- | ------- |
| 01/06/2014 | Milano                  | Piazza Duomo   | Radio Italia Live       | [ 208 ] |
| 29/06/2014 | Magliano dei Marsi (AQ) |                |                         | [ 209 ] |
| 19/07/2014 | Sorrento                | Marina piccola | Una notte per Caruso    | [ 210 ] |
| 30/07/2014 | Treviso                 |                | Festival Suoni di Marca | [ 207 ] |

### 2015
| Data       | Città                | Luogo                    | Tour/Rassegna                   | Note    |
| ---------- | -------------------- | ------------------------ | ------------------------------- | ------- |
| 14/03/2015 | Zurigo               | Volkshaus                |                                 | [ 211 ] |
| 19/08/2015 | Atri (TE)            | Piazza Duchi d'Acquaviva |                                 | [ 211 ] |
| 24/09/2015 | Rho (MI)             | Open Air Theatre         | Expo 2015                       | [ 211 ] |
| 18/12/2015 | Cologno Monzese (MI) | Radio Italia             | Radio Italia Live - Il concerto | [ 211 ] |
| 31/12/2015 | Roma                 | Circo Massimo            | Concerto di Capodanno           | [ 212 ] |

### 2016

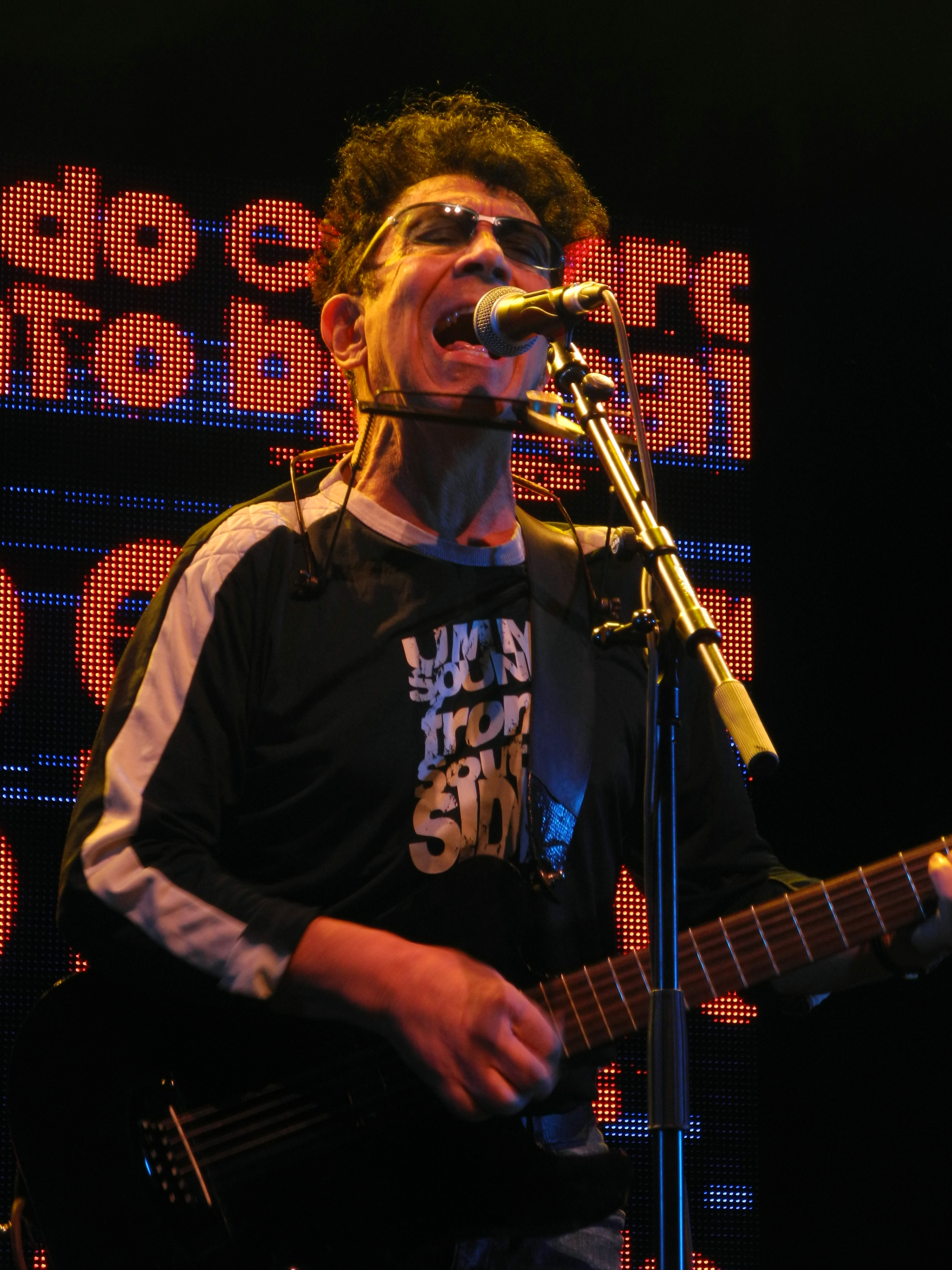
Bennato in concerto a Lussemburgo

| Data       | Città                  | Luogo                      | Tour/Rassegna                   | Note                |
| ---------- | ---------------------- | -------------------------- | ------------------------------- | ------------------- |
| 14/03/2016 | Basilea                |                            | Pronti a salpare Tour           | [ 213 ]             |
| 15/03/2016 | Lucerna                |                            | Pronti a salpare Tour           | [ 213 ]             |
| 17/03/2016 | Rubigen                |                            | Pronti a salpare Tour           | [ 213 ]             |
| 18/03/2016 | Zurigo                 | Volkshaus                  | Pronti a salpare Tour           | [ 213 ] [ 214 ]     |
| 20/03/2016 | Lussemburgo            |                            | Pronti a salpare Tour           | [ 213 ]             |
| 22/03/2016 | Mannheim               |                            | Pronti a salpare Tour           | [ 213 ]             |
| 23/03/2016 | Bruxelles              |                            | Pronti a salpare Tour           | [ 213 ]             |
| 30/04/2016 | Tavagnasco (TO)        | Associazione Spazio Futuro |                                 | [ 214 ]             |
| 10/06/2016 | Marghera (VE)          | Nave de Vero               |                                 | [ 215 ]             |
| 21/07/2016 | Palermo                |                            | Notte bianca                    | [ 216 ]             |
| 27/07/2016 | Lucca                  | Piazza Napoleone           | Lucca Summer Festival           | [ 214 ]             |
| 03/08/2016 | Senigallia (AN)        | Hawaiian Party             | Summer Jamboree                 | [ 217 ]             |
| 13/08/2016 | Marina di Cardedu (OG) | Villaggio della Musica     | Rocce Rosse e Blues Festival    | [ 214 ]             |
| 15/08/2016 | Foggia                 | Piazza Cavour              |                                 | [ 214 ]             |
| 03/09/2016 | Ancona                 |                            | Festival Adriatico Mediterraneo | con Eugenio Bennato |
| 06/09/2016 | Modena                 | Piazza Grande              | Omaggio a Pavarotti             | [ 219 ]             |
| 10/09/2016 | Marina d'Andora (SV)   | Piazza Santa Maria         | Endless Summer                  | [ 214 ]             |
| 21/09/2016 | San Vito Lo Capo (TP)  |                            | Cous Cous Festival              | [ 220 ]             |
| 20/10/2016 | Chiasso                | Cinema Teatro Chiasso      |                                 | [ 221 ]             |
| 11/12/2016 | Alba (CN)              | Piazza del Duomo           |                                 | [ 214 ]             |
| 31/12/2016 | Potenza                | Piazza Mario Pagano        | Concerto di Capodanno           | [ 222 ]             |

### 2017
| Data       | Città                          | Luogo                           | Tour/Rassegna                   | Note            |
| ---------- | ------------------------------ | ------------------------------- | ------------------------------- | --------------- |
| 05/01/2017 | Cava dei Tirreni (SA)          | Piazza Duomo                    | Notte bianca                    | [ 223 ]         |
| 09/03/2017 | Castione                       | La fabrique                     | Pronti a salpare Tour           | [ 224 ] [ 225 ] |
| 10/03/2017 | Aarau                          | Einstein                        | Pronti a salpare Tour           | [ 224 ] [ 225 ] |
| 11/03/2017 | Zermatt                        | Vernissage                      | Pronti a salpare Tour           | [ 224 ] [ 225 ] |
| 13/03/2017 | Basilea                        | Saalbau Rhypark                 | Pronti a salpare Tour           | [ 224 ] [ 225 ] |
| 14/03/2017 | Zurigo                         | Kaftleuten                      | Pronti a salpare Tour           | [ 224 ] [ 225 ] |
| 16/03/2017 | Lucerna                        | Stadtkeller                     | Pronti a salpare Tour           | [ 224 ] [ 225 ] |
| 17/03/2017 | Rubigen                        | Muhle Hunziken                  | Pronti a salpare Tour           | [ 224 ] [ 225 ] |
| 18/03/2017 | Klosters                       | Arena Klosters                  | Pronti a salpare Tour           | [ 224 ] [ 225 ] |
| 20/03/2017 | Torino                         | Teatro Colosseo                 | Pronti a salpare Tour           | [ 224 ] [ 225 ] |
| 01/05/2017 | Roma                           | Piazza San Giovanni in Laterano | Concerto del Primo maggio 2017  | [ 226 ]         |
| 27/05/2017 | Campione d'Italia (CO)         | Casinò di Campione              | Pronti a salpare Tour           | [ 227 ]         |
| 06/07/2017 | Ercolano (NA)                  | Villa Favorita                  | Festival delle Ville Vesuviane  | [ 228 ]         |
| 07/07/2017 | Vigevano (PV)                  | Castello Sforzesco              |                                 | [ 226 ]         |
| 09/07/2017 | Napoli                         | Rama Beach                      |                                 | [ 229 ]         |
| 04/08/2017 | Rispescia (GR)                 | Parco della Maremma             | FestAmbiente                    | [ 230 ]         |
| 11/08/2017 | Basilea                        | Am Kleinbasler Rheinufer        | IM FLUSS-Festival               | [ 226 ]         |
| 12/08/2017 | Francavilla al Mare (CH)       | Piazza Sant'Alfonso             | BluBar Festival                 | [ 231 ]         |
| 14/10/2017 | Cesena                         | Teatro Bonci                    | Imaginaction                    | [ 232 ]         |
| 17/10/2017 | Bologna                        |                                 | Bologna Jazz Festival           | [ 233 ]         |
| 28/10/2017 | Barcellona Pozzo di Gotto (ME) | Teatro Mandanici                | Tour Teatrale 2017              | [ 234 ]         |
| 06/11/2017 | Milano                         | Teatro degli Arcimboldi         | Tour Teatrale 2017              | [ 226 ] [ 234 ] |
| 09/11/2017 | Firenze                        | Teatro Verdi                    | Tour Teatrale 2017              | [ 234 ]         |
| 11/11/2017 | Roma                           | Auditorium Conciliazione        | Tour Teatrale 2017              | [ 234 ]         |
| 14/11/2017 | Brescia                        | Teatro Grande                   | Concerto straordinario pro AIRC | [ 226 ] [ 235 ] |
| 16/11/2017 | Bologna                        | Teatro delle Celebrazioni       | Tour Teatrale 2017              | [ 226 ] [ 234 ] |
| 18/11/2017 | Mantova                        | Teatro Sociale                  | Tour Teatrale 2017              | [ 226 ] [ 234 ] |
| 24/11/2017 | Torino                         | Teatro Colosseo                 | Tour Teatrale 2017              | [ 226 ] [ 234 ] |
| 26/11/2017 | Genova                         | Politeama Genovese              | Tour Teatrale 2017              | [ 226 ] [ 234 ] |
| 28/11/2017 | Napoli                         | Teatro Augusteo                 | Tour Teatrale 2017              | [ 226 ] [ 234 ] |
| 31/12/2017 | Palermo                        | Piazza Politeama                | Concerto di Capodanno           | [ 236 ]         |

### 2018
| Data          | Città              | Luogo                             | Tour/Rassegna                       | Note                               |
| ------------- | ------------------ | --------------------------------- | ----------------------------------- | ---------------------------------- |
| 17/01/2018    | Novoli (LE)        | Piazza Tito Schipa                |                                     | [ 237 ]                            |
| 23/05/2018    | Milano             | Auditorium Demetrio Stratos       |                                     | [ 238 ]                            |
| 08/06/2018    | Comacchio (FE)     | Porto Garibaldi                   | Comacchio Beach Festival            | [ 239 ]                            |
| 19/06/2018    | Assisi (PG)        | Piazza inferiore di San Francesco | Con il cuore, nel nome di Francesco | [ 240 ]                            |
| 05/07/2018    | Cervere (CN)       |                                   |                                     | [ 241 ]                            |
| 06/07/2018    | Rimini             |                                   | Notte rosa                          | [ 242 ]                            |
| 30/07/2018    | Senigallia (AN)    |                                   | CaterRaduno                         | [ 243 ]                            |
| 19/07/2018    | Varallo Sesia (VC) | Alpàà                             |                                     | [ 238 ]                            |
| 28/07/2018    | Verucchio (RN)     | Piazza della Collegiata           |                                     | [ 238 ]                            |
| 05/08/2018    | Molfetta (BA)      | Puglia Outlet Village             |                                     | [ 238 ]                            |
| 4-7/10/2018   | Cupramontana (AN)  |                                   | Sagra dell'Uva                      | [ 244 ]                            |
| 14/10/2018    | Falerna (CZ)       |                                   | Fatti di Musica                     | [ 245 ]                            |
| 20-21/10/2018 | Roma               | Circo Massimo                     | Kermesse Italia5Stelle 2018         | Annullato per raucedine di Bennato |
| 06/11/2018    | Trieste            | Politeama Rossetti                | Pinocchio & Company Tour 2018       | [ 247 ]                            |
| 12/11/2018    | Bologna            | Teatro Europauditorium            | Pinocchio & Company Tour 2018       | [ 247 ]                            |
| 15/11/2018    | Genova             | Teatro Carlo Felice               | Pinocchio & Company Tour 2018       | [ 238 ] [ 247 ]                    |
| 17/11/2018    | Torino             | Teatro Colosseo                   | Pinocchio & Company Tour 2018       | [ 247 ]                            |
| 20/11/2018    | Napoli             | Teatro PalaPartenope              | Pinocchio & Company Tour 2018       | [ 238 ] [ 247 ]                    |
| 24/11/2018    | Verona             | Teatro Filarmonico                | Pinocchio & Company Tour 2018       | [ 247 ]                            |
| 25/11/2018    | Aosta              | Teatro Splendor                   | Pinocchio & Company Tour 2018       | [ 247 ] [ 248 ]                    |
| 27/11/2018    | Milano             | Teatro degli Arcimboldi           | Pinocchio & Company Tour 2018       | [ 238 ] [ 247 ]                    |
| 29/11/2018    | Roma               | Auditorium Parco della Musica     | Pinocchio & Company Tour 2018       | [ 238 ] [ 247 ]                    |
| 02/12/2018    | Firenze            | Teatro Verdi                      | Pinocchio & Company Tour 2018       | [ 238 ] [ 247 ]                    |
| 06/12/2018    | Catania            | Teatro Metropolitan               | Pinocchio & Company Tour 2018       | [ 247 ]                            |
| 08/12/2018    | Bari               | Teatro Team                       | Pinocchio & Company Tour 2018       | [ 247 ]                            |
| 10/12/2018    | Assisi (PG)        | Teatro Lyrick                     | Pinocchio & Company Tour 2018       | [ 238 ] [ 247 ]                    |
| 11/12/2018    | Cremona            | Teatro Ponchielli                 | Pinocchio & Company Tour 2018       | [ 247 ]                            |
| 15/12/2018    | Città del Vaticano | Aula Paolo VI                     | Concerto di Natale in Vaticano      | [ 249 ] [ 250 ]                    |

### 2019

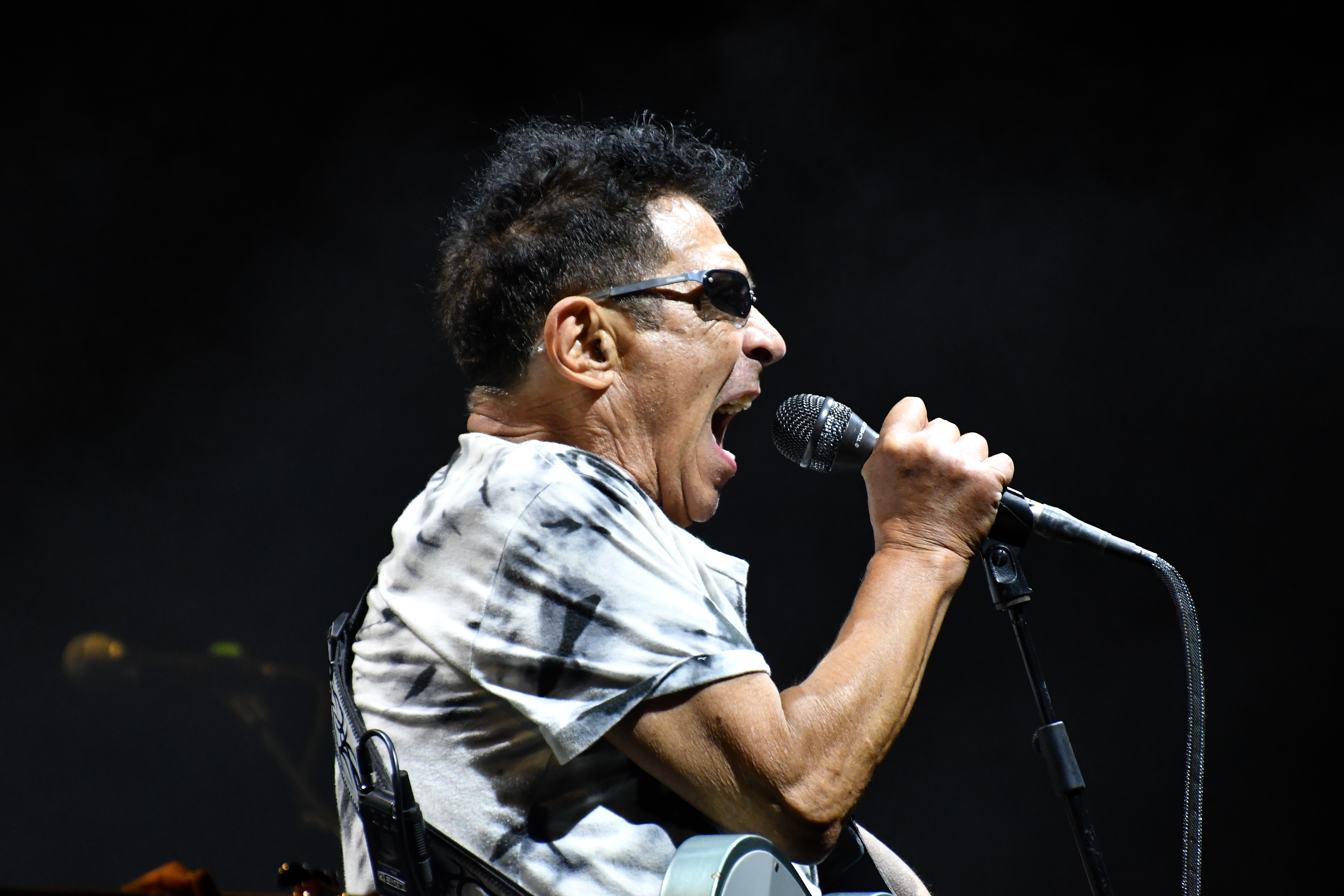
Bennato in concerto nel 2019

| Data          | Città                   | Luogo                     | Tour/Rassegna                | Note    |
| ------------- | ----------------------- | ------------------------- | ---------------------------- | ------- |
| 22/06/2019    | Loano (SV)              | Piazza Italia             |                              | [ 251 ] |
| 30/06/2019    | Giffoni Sei Casali (SA) | Piazza Giovanni Paolo II  |                              | [ 251 ] |
| 10/07/2019    | Pisa                    | Piazza dei Cavalieri      | Numeri Primi Pisa Festival   | [ 252 ] |
| 14/07/2019    | Arona (NO)              |                           | Arona Music Festival         | [ 252 ] |
| 23/07/2019    | Palermo                 | Teatro di Verdura         | Da Rossini al rock           | [ 253 ] |
| 31/07/2019    | Matelica (MC)           | Abbazia di Roti           |                              | [ 252 ] |
| 11/08/2019    | Cupello (CH)            |                           |                              | [ 254 ] |
| 13/08/2019    | Zafferana Etnea (CT)    | Anfiteatro Comunale       |                              | [ 252 ] |
| 23/08/2019    | Lignano Sabbiadoro (UD) | Arena Alpe Adria          |                              | [ 252 ] |
| 26/08/2019    | Lecce                   | Piazza Giuseppe Libertini |                              | [ 252 ] |
| 31/08/2019    | Villa di Tirano (SO)    | Polifunzionale            |                              | [ 252 ] |
| 07/09/2019    | Langhirano (PR)         | Piazza Melli              |                              | [ 252 ] |
| 13-22/09/2019 | Napoli                  | Lungomare                 | Napoli Pizza Village         | [ 255 ] |
| 30/11/2019    | Napoli                  | Auditorium Rai di Napoli  | Una storia da cantare        | [ 252 ] |
| 20/12/2019    | Lanusei (NU)            | Teatro Tonio Dei          | Rocce Rosse e Blues Festival | [ 256 ] |
| 31/12/2019    | Pozzuoli (NA)           | Piazza della Repubblica   | Capodanno 2020 a Pozzuoli    | [ 257 ] |

## Anni duemilaventi

### 2020
| Data        | Città         | Luogo                          | Tour/Rassegna                     | Note                                                         |
| ----------- | ------------- | ------------------------------ | --------------------------------- | ------------------------------------------------------------ |
| 6-7/03/2020 | Avezzano (AQ) | Teatro dei Marsi               | Peter Pan Rock 'n' Roll Tour 2020 | Rinviato                                                     |
| 13/03/2020  | Bergamo       | Teatro Creberg                 | Peter Pan Rock 'n' Roll Tour 2020 | Rinviato                                                     |
| 20/03/2020  | Trento        | Auditorium Santa Chiara        | Peter Pan Rock 'n' Roll Tour 2020 | Rinviato                                                     |
| 30/03/2020  | Milano        | Teatro degli Arcimboldi        | Peter Pan Rock 'n' Roll Tour 2020 | Rinviato                                                     |
| 03/04/2020  | Sassari       | Teatro Comunale                | Peter Pan Rock 'n' Roll Tour 2020 | Rinviato                                                     |
| 04/04/2020  | Cagliari      | Auditorium del Conservatorio   | Peter Pan Rock 'n' Roll Tour 2020 | Rinviato                                                     |
| 09/04/2020  | Napoli        | Teatro Augusteo                | Peter Pan Rock 'n' Roll Tour 2020 | Rinviato                                                     |
| 16/04/2020  | Torino        | Teatro Colosseo                | Peter Pan Rock 'n' Roll Tour 2020 | Rinviato                                                     |
| 26/04/2020  | Roma          | Auditorium Parco della Musica  | Peter Pan Rock 'n' Roll Tour 2020 | Rinviato                                                     |
| 29/04/2020  | Reggio Emilia | Teatro Municipale Romolo Valli | Peter Pan Rock 'n' Roll Tour 2020 | Rinviato                                                     |
| 30/04/2020  | Vicenza       | Teatro Comunale                | Peter Pan Rock 'n' Roll Tour 2020 | Rinviato                                                     |
| 01/05/2020  | Napoli        | Rai 3                          | Concerto del Primo Maggio 2020    | Svolto da varie location causa COVID-19, con Eugenio Bennato |
| 16/05/2020  | Trento        | Auditorium Santa Chiara        | Peter Pan Rock 'n' Roll Tour 2020 | Rinviato                                                     |
| 18/05/2020  | Milano        | Teatro degli Arcimboldi        | Peter Pan Rock 'n' Roll Tour 2020 | Rinviato                                                     |
| 20/05/2020  | Bergamo       | Teatro Creberg                 | Peter Pan Rock 'n' Roll Tour 2020 | Rinviato                                                     |
| 26/07/2020  | Pistoia       | Piazza del Duomo               |                                   | [ 261 ]                                                      |
| 13/08/2020  | Taormina (ME) | Teatro Antico                  | Peter Pan Rock 'n' Roll Tour 2020 | [ 262 ]                                                      |
| 26/08/2020  | Maiori (SA)   | Arena del Mare                 |                                   | [ 261 ]                                                      |
| 12/09/2020  | Verona        | Arena                          |                                   | [ 261 ]                                                      |

### 2021
| Data       | Città                | Luogo                              | Tour/Rassegna                  | Note            |
| ---------- | -------------------- | ---------------------------------- | ------------------------------ | --------------- |
| 08/01/2021 | Cologno Monzese (MI) | Radio Italia                       | Radio Italia Live              | [ 263 ]         |
| 01/05/2021 | Roma                 | Auditorium Parco della Musica      | Concerto del Primo Maggio 2021 | [ 264 ]         |
| 21/06/2021 | Milano               | Castello Sforzesco                 | Festa della Musica             | [ 264 ] [ 265 ] |
| 19/07/2021 | Firenze              | Piazza della Santissima Annunziata |                                | [ 264 ]         |

### 2024
| Data       | Città                        | Luogo                       | Tour/Rassegna         | Note                            |
| ---------- | ---------------------------- | --------------------------- | --------------------- | ------------------------------- |
| 28/06/2024 | Torrita di Siena (SI)        | Piazza Matteotti            | Rock Summer Tour 2024 | Torrita Blues Festival          |
| 29/06/2024 | Pontedera (PI)               | Viale Italia                | Rock Summer Tour 2024 | Notte Granata                   |
| 08/07/2024 | Arco (TN)                    | Castello di Arco            | Rock Summer Tour 2024 |                                 |
| 10/07/2024 | Bollate (MI)                 | Villa Arconati              | Rock Summer Tour 2024 | Festival di Villa Arconati      |
| 12/07/2024 | Cosenza                      | Teatro Rendano              | Rock Summer Tour 2024 | con Orchestra Sinfonica Brutia  |
| 16/07/2024 | L'Aquila                     | Scalinata di San Bernardino | Rock Summer Tour 2024 | con Orchestra Solisti Aquilani  |
| 18/07/2024 | Montesilvano (PE)            | Arena del Mare              | Rock Summer Tour 2024 | Ingresso gratuito               |
| 22/07/2024 | La Spezia                    | Piazza Europa               | Rock Summer Tour 2024 | La Spezia Estate Festival 2024  |
| 25/07/2024 | Genova                       | Villa Grimaldi              | Rock Summer Tour 2024 |                                 |
| 27/07/2024 | Orvieto (TR)                 | Piazza del Popolo           | Rock Summer Tour 2024 | Orvieto Sound Festival 2024     |
| 28/07/2024 | Piea (AT)                    | Campo del Tamburello        | Rock Summer Tour 2024 |                                 |
| 01/08/2024 | Bard (AO)                    | Forte di Bard               | Rock Summer Tour 2024 |                                 |
| 03/08/2024 | Breno (BS)                   | Stadio Comunale             | Rock Summer Tour 2024 | Vallecamonica Summer Music 2024 |
| 07/08/2024 | Reggio Calabria              | Piazza del Popolo           | Rock Summer Tour 2024 | Ingresso gratuito               |
| 10/08/2024 | Loano (SV)                   | Piazza Italia               | Rock Summer Tour 2024 |                                 |
| 21/08/2024 | Recanati (MC)                | Piazza Leopardi             | Rock Summer Tour 2024 | Lunaria Festival 2024           |
| 23/08/2024 | Sansepolcro (AR)             | Torre di Berta              | Rock Summer Tour 2024 |                                 |
| 25/08/2024 | Marina di Modica (RG)        | Auditorium                  | Rock Summer Tour 2024 |                                 |
| 27/08/2024 | Palermo                      | Teatro di Verdura           | Rock Summer Tour 2024 |                                 |
| 29/08/2024 | Castellammare del Golfo (TP) | Porto                       | Rock Summer Tour 2024 |                                 |
| 31/08/2024 | Ciminna (PA)                 | Stadio                      | Rock Summer Tour 2024 | Ingresso gratuito               |
| 06/09/2024 | Campli (TE)                  | Largo Fosso di Manso        | Rock Summer Tour 2024 | Ingresso gratuito               |
| 20/09/2024 | Napoli                       | Arena Flegrea               | Rock Summer Tour 2024 | NoisyNaples24                   |
| 22/09/2024 | Bellaria-Igea Marina         |                             | Rock Summer Tour 2024 | IMAGinACTION                    |